# تشيناي
تشينّاي المَعروفَة سابقاً بِِاسم مدراس (بالتاميلية: சென்னை) هي عاصمة ولاية تاميل نادو الهنديَّة، تَقع على ساحل كورومانديل بخليج البنغال، وهي أكبر مَركَز ثقافي واقتصادي وتعليمي في جنوب الهند، يبلغ عدد سُكَّانها حوالي 7 ملايين نسمة (حوالي 10 بالمائة من مجموع سكان الولاية)، وقد أسست في عام 1661 من قَبل شَّرِكَة الهند الشرقيَّة البريطانيَّة.
وتُعتبر سادس مَدِينَة من حيثُ عدد السكان وفقًا لتعداد 2011 الهندي، وتُشكل رابع أكبر تجمع حضري من حيثُ عدد السكان في الهند، وهي متداخلة مَع مِنطَقَة تشيناي والَّتِي تُشكِل مَع الضواحي المُجاورة «مِنطَقَة تشيناي الحضريّة» أكبر مِنطَقَة حضرية فِي العَالم من حيثُ عدد السكان، وتُعتبر مَدِينَة تشيناي البوابة التقليديّة والفعليَّة لجنوب الهند، وقد صُنفت في المرتبة 43 بَين المُدن الأكثر زيارة فِي العَالم لعام 2015 وَفِي المرتبة 36 في 2019، تُصنف جودة المعيشة تشيناي على أنَّها أَكثَر المُدن أمانًا في الهند،  وتجذب 45 بالمائة من السياح الصحيين القادمين للهند، و30-40 بالمائة من السياحة العلاجيّة المحَلِية، ويُطلق عَلَيهَا «عاصمة الصحة في الهند»، ولديها خامس أكبر اقتصاد حضري في الهند.
تُعتبر تشيناي ثالث أكبر مَدِينَة في الهند من حيثُ عدد المغتربين حيثُ بلغَ عددهم 35 ألف في عام 2009، و82 إلف في عام 2011 ويُقدروا بأكثر من 100 ألف في 2016. اختار ناشر الدليل السياحي لونلي بلانيت تشيناي كواحدة من أفضَل عشر مُدن فِي العَالم في عام 2015. وصُنفت تشيناي كمدينة على مُستَوى بيتا في مؤشر المُدن العالميَّة، وأفضل مَدِينَة في الهند في مسح إنديا توداي السنوي لعام 2014. وَفِي عام 2015 أعتبرها بي بي سي «المدينة الأكثر سخونة» الَّتِي تستحق الزيارة والعيش فِيهَا على المدى الطويل،  وأضافتها ناشيونال جيوغرافيك في قَائِمَة «أفضَل 10 مُدن في الطعام» لعام 2015، وَفِي أكتوبر 2017 أضافتها اليونسكو لقائمة «المُدن الإبداعية» لتقاليدها الموسيقيَّة الغنية.
تُعتبر «مِنطَقَة تشيناي الحضريّة» من أكبر الاقتصادات البلدية في الهند، حيثُ يُصنع فِيهَا أَكثَر من ثلث صناعة السيَّارات في الهند، وتُعد موطنًا للأفلام التاميلية، وتُعرف بأنَّها مَركَز إِنتاج سينمائي رَئِيسيّ، وهي واحدة من مئة مدينة ذكية في الهند.

## التسمية
اشتق اسم «تشيناي» من أصل تيلوغوي، وَهُو مشتقة من اسم حاكم التيلجو دامارلا تشينابا ناياكادو، والد «دامارلا فينكاتاباثي ناياك» الّذِي شغل مَنصِب جنرال أَثناء حكم «فينكاتا الثالث» من إمبِرَاطُورِيَّة فيجاياناجار والّذِي هزمه البريطانيُّون واستولوا على المدينة منه في 1639،  ويُقال إن أول اِستِخدام رسمي لاسم «تشيناي» كَان في سند بيع «لفرانسيس داي» مؤرخ بتاريخ أغسطس 1639. وقد بُني «معبد تشيناكسافا بيرومال» في 1646،  بينما يرى بَعض العُلماء عكس ذَلِك.
يُعتبر اسم «مدراس» من أصل محلي، وقد ثبت استِخدامه قَبل أن يؤسس البريطانيُّون وجودهم في الهند، حيثُ وجد مستكشفون في عام 2015 نقش يعود إلى حقبة فيجايانجار ويعود تاريخه إلى عام 1367 ذُكر فِيه ميناء «ماداراسانباتانام» بجانب موانئ صغيرة أُخرى على الساحل الشرقي، ويُفترض أن الميناء المذكور هُو الميناء المعروف حاليًا بِاِسم «ميناء رويابورام»،  وورد في بَعض المصادر أن «مدراس» مُشتقة من قرية صيد تُسمى «مادراسباتينام»، وتقع شَمَال حصن سانت جورج. ومن غير المؤكد إن كَان الاسم مُستخدمًا قَبل وصول الأورُوبيين،  ويعتقد صانعو الخرائط العسكريّون البريطانيُّون أن «مدراس» كَانَت في الأصل «مندير راج» أو «مونديراج» وَهُو اسم السكان الأصلِيِين للمدينة «مجتمع التيلجو موديراج».
وترى مُقترحات أُخرى أن اسم «مدارس» قد يكون مُشتق من العبارة البرتغاليَّة "(بالبرتغالية: Mãe de Deus‏)" أو "(بالبرتغالية: Madre de Dios‏)"، والّتِي تعني «أم الرب» في إشارة إلى كنيسة القديسة ماري.
في عام 1996 غيَّرت حكومة «تاميل نادو» اسم المدينة من «مدراس» إلى «تشيناي» بشكل رسمي، وغيرت أسماء مُدن أُخرى، وَلَا يزال يُستخدم اسم «مدارس» في بَعض الأحيان للإشارة إلى المدينة،  أو للأماكن الّتِي سميت على اسمها مِثل جامعة مدراس، و«المَعهَد الهندي للتكنولوجيا في مدراس»، و«معهد مدراس للتكنولوجيا»، و«كلية الطب في مدراس»، و«كلية مدراس البيطرية»، وكلية مدراس المسيحية.

## التاريخ
عُثر على أدوات تعود للعصر الحجريّ بالقرب من «بالافارام» في تشيناي، ووجد «المسح الأثري للهند» أن بالافارام كَانَت مَركَز ثقافي مغليثي، وَيُقِيم فِيهَا مجتمعات مَا قَبل التَّاريخ،  وكانت اَلمِنطَقَة المحيطة بشيناي تمثل مَركَز إداري وعسكري واقتصادي مهم لعدة قرون، وقد عاش الشاعر ثيروفالوفار في بلدة ميلابور (أحد أحياء تشيناي حاليًا) خِلال القرن الأول الميلاديّ، وحكمت سلالة تشولا الحاكمة مِنطَقَة تاميل نادو الحاليَّة، وأجزاء من جَنُوب الهند من القرن الأول إلى القرن الثاني عشر.
بنت سلالة بالافا من كانتشيبورام مَنَاطِق «ماهاباليبورام» و«بالافارام» في عهد «ماهندرافارمان الأول»، وهزموا عدَّة ممالك كَانَت حاكمة اَلمِنطَقَة قبلهم وهي سلالة تشيرا، وسلالة بانديا، وسلالة تشولا، ووجدت الاستكشافات لوحات منحوتة في الكهوف تعود إلى تِلك الفَترَة، وتمَّ استخراج عملات معدنية قديمة يعود تاريخها إلى نَحو 500 قَبل الميلاد من تشيناي وضواحيها، ويعود جُزء من هَذِه الاكتشافات إلى إمبِرَاطُورِيَّة فيجاياناجارا الّتِي حكمت اَلمِنطَقَة خِلال فَترَة العصور الوسطى.
بنى البرتغاليّون ميناء «ساو تُومِي» بَعد وصولهم للمنطقة في عام 1522، وَفِي 1612 أَسّس الهولنديون موقعهم بالقرب من بلكات شَمَال تشيناي.
في 20 أغسطس 1639، سافر فرنسيس داي من شركة الهند الشرقية برفقة نياك كالهاستي دامارلا تشينابا ناياكادو، إلى «قصر شاندراجيري» للقاء إمبَراطور فيجاياناجر «بيدا فينكاتا رايا»،  وسعى داي للحصول على قطعة أرض على ساحل كورومانديل لتبني الشّركَة فِيهَا مصنعًا ومستودعًا لأنشطتها التجاريَّة، وحصل على إيجار أرض يبلغ طولها 6 ميل (10 كـم) وعمقها 1 ميل (1.6 كـم)، مُقابِل مبلغ سنويٌّ قدره "500 لك باغودا [الإنجليزية]". وَفِي 22 أغسطس حصل على قطعة أرض من دامارلا تشينابا ناياكادو وشقيقه الأصغر «أيابا نياكا من بونامالي»،  وكانت اَلمِنطَقَة قرية صيد تُعرف بِاِسم «مادراسباتنام»،  وَبَعد عام بنت الشّركَة «حصن سانت جورج» أول مستوطنة إنجليزيَّة رئيسيَّة في الهند،  والّتِي أصبَحَت نواة للمدينة الاستعماريَّة المُتنامية وتشيناي الحضريّة الّتِي نمت حول الحصن.
في 1746 استولى الفَرنسيون على «حصن سانت جورج» ومدراس، بِقيادة حاكم موريشيوس «الجنرال لابوردونيه» الّذِي نهب المدينة والقرى المحيطة بِهَا،  وَفِي 1749 استعاد البريطانيُّون السيطرة عَلَيهَا بَعد اتفاقية إكس لَا شابيل، وبنوا المَزِيد من التحصينات في المدينة لمقاومة هجمات الفَرنسيين، وحيدر علي، سلطان ميسور. واستطاعوا مقاومة مُحاوَلة حصار فرنسيَّة عام 1759 بِقيادة آير كوت،  وتعرَّضت المستوطَنة لهجوم من سلطان ميسور في عام 1769، وتمّكن حيدر علي من هزيمة البريطانيُّون حتَّى أنهت «مُعَاهَدَة مدراس» الحرب الأولى بين إنجلترا ومايسور الهندية،  وبحلول القرن الثامن عشر احتل البريطانيُّون مُعظم اَلمِنطَقَة المحيطة بتاميل نادو والوَلاَيات الشماليَّة الحديثة في أندرا براديش وكارناتاكا، وأقاموا رئاسة مدراس وعاصمتُها «مدراس».
نمت المدينة بشكل تدريجي لتصبح قاعدة بَحرِيّة رئيسية، وأصبحت المَركَز الإداري المركزي للبريطانيين في جَنُوب الهند،  ومثلت خط الأَسَاس «للمسح المثلثي العظيم للهند» الّذِي بدأَ في 10 أبريل 1802،  وساهمت السكك الحديديَّة في القرن التّاسِع عشر في ربطها بمدن الهند الأُخرى الهامَّة مِثل بومباي وكلكتا، ورفعت التِجَارَة مَع المناطق النائية،  وشجع حاكم مدارس من 1906 إلى 1911 «السير آرثر لولي» الزراعة الحديثة والصناعة وَبِنَاء السكك الحديديَّة والتَّعليم وَالفُنُون والحُكم الديمقراطيّ،  كَان مَقَر حكمه «فورت سانت جورج» وله منزل ريفي في جويندي، واعتنى برفاهية الجنود الهنود خِلال الحرب العالميَّة الأولى بصفته مفوضًا للصليب الأحمَر في بلاد مَا بَين النهرين، وكانت مدراس المدينة الهنديَّة الوحيدة الّتِي تعرضت لهجوم القوى المركزيَّة خِلال الحرب العالمية الأولى،  حيثُ تعرض مخزن للنفط للقصف بِوَاسِطَة طراد في 22 سبتمبر 1914، وتسببت في تعطيل الشحن.
بَعد اِستِقلال الهند في عام 1947، أصبَحَت المدينة عاصمة «ولاية مدراس»، والّتِي غُير اسمها إلى تاميل نادو في عام 1969،  شكلت الاحتجاجات العنيفة في 1965 ضدَّ الفرض الإجباري للغة الهنديَّة ودعم اللغة الإنجليزيَّة تحولًا كبيرًا في سياسة المدينة وسياسة البَلَد بأكملها، حيثُ بقيت اللغة الإنجليزيَّة لغة رسميَّة بجانب اللغة الهنديَّة. وَفِي 17 يوليو 1996 أعادت السُلطات تسمية «مَدِينَة مدارس» إلى «تشيناي»، تماشياً مَع اتجاه الصّعِيد الوطنيّ لتقليل اِستِخدام الأسماء الانجيلية.
ضرب تسونامي شواطئ تشيناي في 26 ديسمبر 2004، وأسفر عَن مقتل 206 شخص في تشيناي وَغير شكل ساحلها،  وغمرت فيضانات أجزاء كَبِيرَة من المدينة في 2015، وأسفرت عَن مقتل 269 شخص، وأضرار مادية بَلَغَت قيمَتها 86.4 مليار روبية هندية (1 مليار دولار أمريكي).

## البيئة

### الجغرافيا

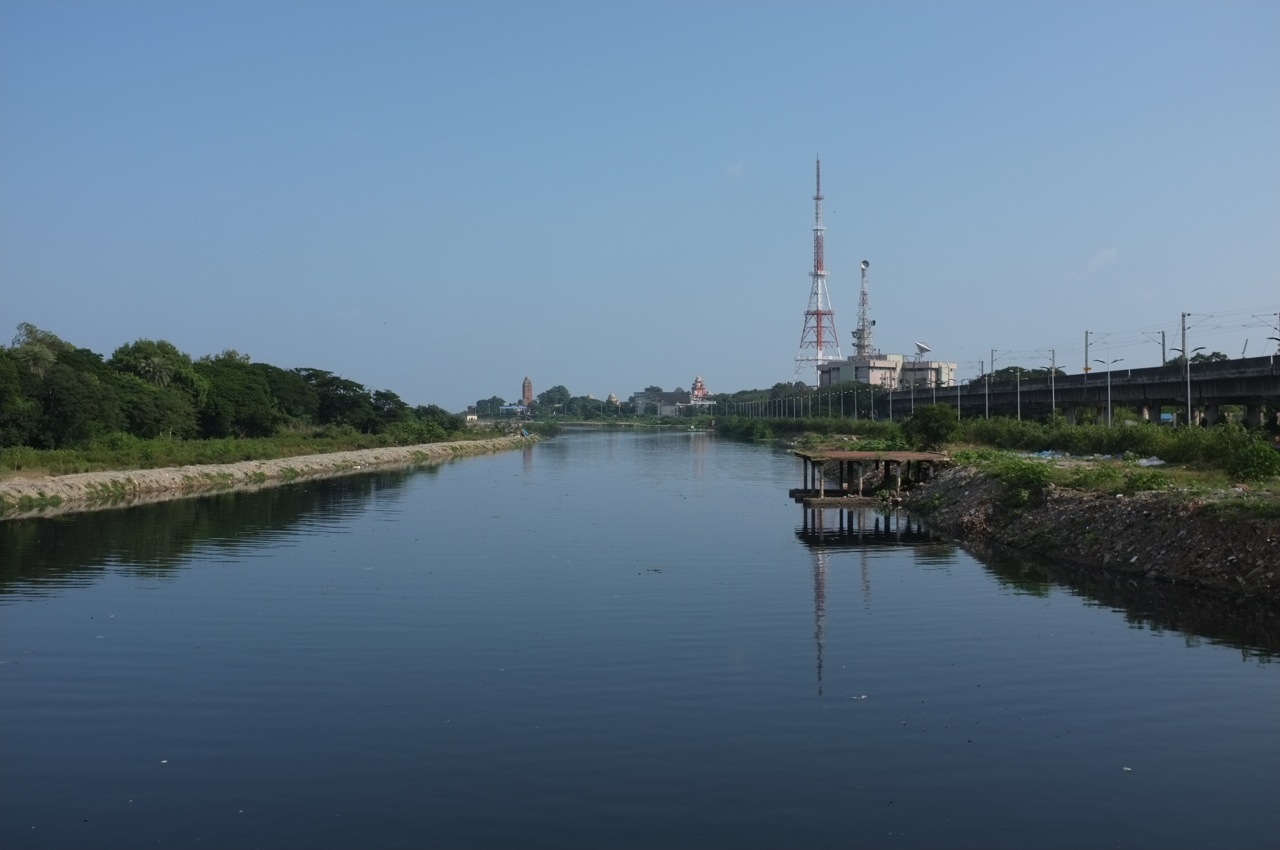
نهر كوم بالقرب من مصبه في مدينة تشيناي

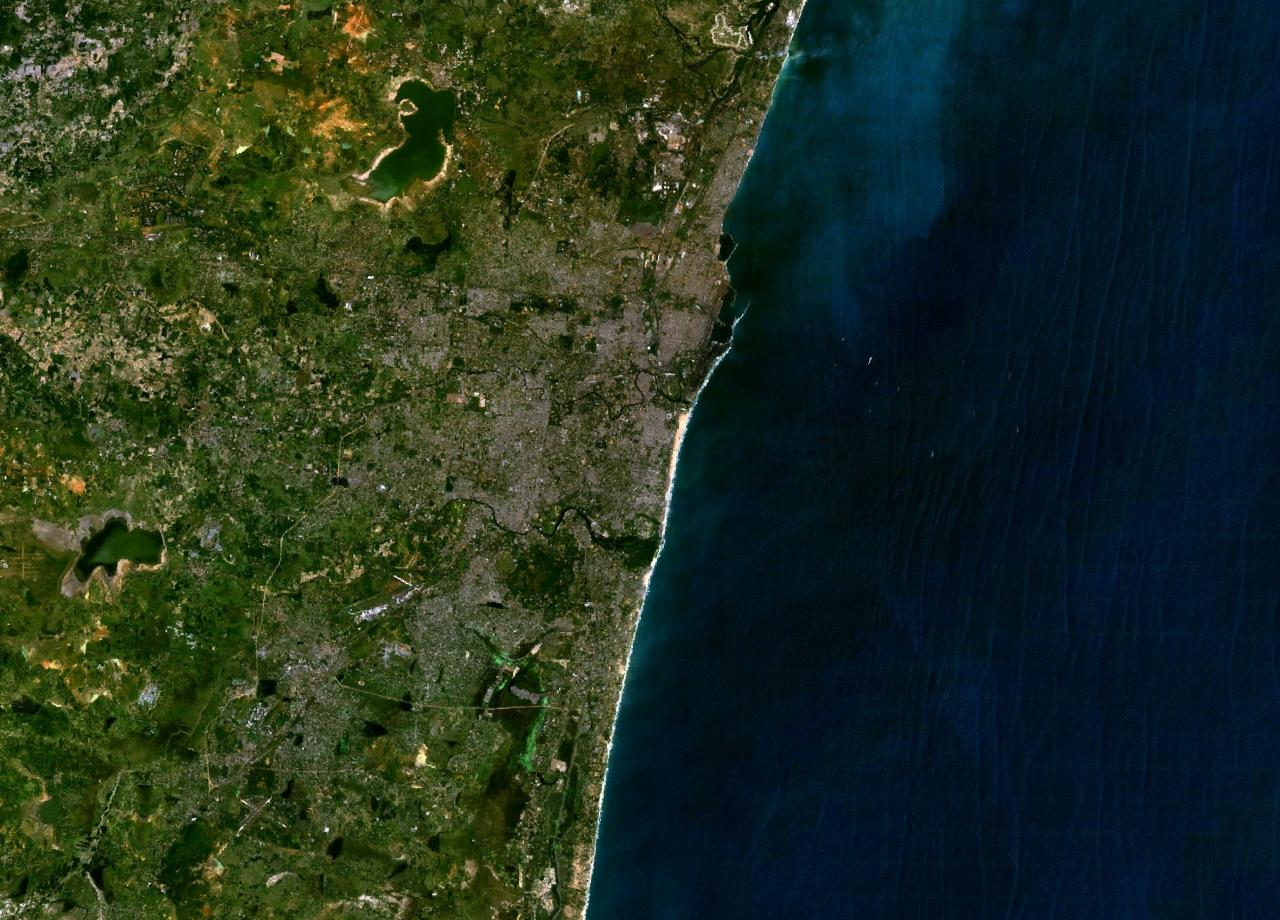
تشيناي عبر القمر الصناعي

تَقع تشيناي على الساحل الجنوبي الشرقي للهند، في الجزء الشمالي الشرقي من تاميل نادو، في سهل ساحلي منبسط يُعرف بِاِسم «السهول الساحليَّة الشرقيَّة»، يبلغ متوسط ارتفاعُها نَحو 6.7 متر (22 قدم)، وترتفع أعلى نقطة فِيهَا بنحو 60 متر (200 قدم)، وتبعد تشيناي نَحو 2,184 كيلومتر (1,357 ميل) جَنُوب دلهي، وتقع على بَعد 1,337 كيلومتر (831 ميل) جَنُوب شَرق مومباي، وعلى بَعد 345 كيلومتر (214 ميل) شَرق بنغالور، يتدفق عبرها نهران رئيسيان، أولهما «نهر كوم» (أو كوفام) في وَسَط المدينة، وثانيهما «نهر أديار» في جَنُوب المدينة، وَفِي أطراف المدينة الشماليَّة يمر «نهر كورتالايار» إلى «إينور» ويُصَبُّ في خليج البنغال، ويُعتبر مصب نهر كورتالايار مصبًا ملوثًا بالمخلّفات السائلة الناتجة عَن مصانع اَلمِنطَقَة،  ويتلوث نهري أديار وكوم بالمخلّفات السائلة والنفايات من المصادر المحَلِية والتجاريَّة،  ويُعتبر مصب «نهر أديار» مِنطَقَة محمية، ويُشكل موطنًا طبيعيًا للعديد من أنواع الطيور والحَيوانات،  وتمتدُّ «قناة باكنغهام» لمسافة 4 كيلومتر (2.5 ميل) بالتوازي مَع الساحل وتربط بَين النهرين. يمر «نهر أوتري نولا» من الشّرق إلى الغرب، عبر شَمَال تشيناي ويلتقي بقناة باكنغهام عِند «جسر باسين»، وتتواجد في أطراف المدينة الغَربيَّة عدَّة بحيرات متفاوتة الأحجام، وتعاني بَعض مَنَاطِق المدينة من مشكلة زِيادَة محتوى الحديد في المياه الجوفية.
تتكون تربة تشيناي من الطين، والصخر الزيتي، والحجر الرملي، ويَبلغَ منسوب المياه الجوفية في تشيناي 4-5 متر تحت الأرض في مُعظم المناطق، وتعمل السُلطات على تَحسِين وصيانة وتقنين اِستِخدام المياة الجوفية عبر نِظَام إلزامي، ويَبلغَ طُول ساحل المدينة 24.87 كيلو متر، ويُعاني من التآكل جُزء يبلغ طوله 3.08 كيلو متر، وتتراكم الرمال على طُول الخط الساحلي، ويُمكن ملاحظتها على شاطئ مارينا واَلمِنطَقَة الواقعة بَين ميناء إينور ونهر كوساثالايار.

### الجيولوجيا
تُصنف تشيناي كمنطقة زلزالية من الدرجة الثالثة، والّتِي تشير لوجود خطر زلزالي [الإنجليزية] مُعتدل،  وتقع المدينة في مِنطَقَة جيوتكتونية، وتُعتبر موقعًا محتملاً للطاقة الحراريّة الأرضية، حيثُ تحتوي قشرتها الأرضية على صخور جرانيتية تشير إلى الأَنشِطَة البركانيّة السّابِقَة، ومن المتوقع أن تتراوح دَرَجَة الحرارة بَين 200 و300 دَرَجَة مئوية على عمق 4 إلى 5 كيلومتر، وتحتوي المِنطَقَة الجيوتكتونية على أقدم صخور في الهند، حيثُ يعود تاريخها إلى نَحو مِليار سنة.

### المناخ
يُعتبر مناخ تشيناي «مناخ جاف صيفي استوائي رطب وجاف»، وتتمتَّع المدينة بدرجات حرارة موسمية مستوية كونها تَقع على الساحل وعلى خط الاستواء الحراري،  ترتفع دَرَجَة الحرارة من أواخر مايو إلى أوائل يونيو، وتتراوح دَرَجَة الحرارة القصوى بَين 35–40 °م (95–104 °ف)،  ويُعد شهر يناير الأبرد في العَام، حيثُ تتراوح درجات الحرارة الدنيا بَين 19–25 °م (66–77 °ف). وكانت أدنى دَرَجَة حرارة مسجلة 13.9 °م (57.0 °ف) حيثُ سُجلت في 11 ديسمبر 1895 و29 يناير 1905. وأعلى دَرَجَة حرارة مسجلة 45 °م (113 °ف) في 31 مايو 2003،  ويَبلغَ متوسط هطول الأمطار السنوي حوالي 140 سنتيمتر (55 بوصة).
تسقط مُعظم الأمطار الموسميَّة على المدينة من الرياح الموسميَّة الشماليَّة الشرقيَّة، خِلال الفَترَة من مُنتَصَف أكتوبر إلى مُنتَصَف ديسمبر، وتتعرض المدينة أحيانًا للأعاصير من خليج البنغال، وَكَان أعلى مُعَدّل هطول أمطار سنويٌّ 257 سنتيمتر (101 بوصة) في 2005. وعادة مَا تكون الرياح السائدة في تشيناي جنوبية غربيَّة بَين أبريل وأكتوبر، ومن الشمال الشرقي في بقية العَام. اعتمدت تشيناي تاريخيًا على الأمطار السنويَّة لموسم الرياح الموسميَّة لتجديد خزانات المياه، كون اَلمِنطَقَة لَا تتدفق فِيهَا الأنهار الرَئِيسيّة،  ويَبلغَ منسوب المياه الجوفية في تشيناي مترين لحوالي 60 بالمائة من السنة.
| البيانات المناخية لـتشيناي، الهند (نونجامباكام) 1981-2010 | البيانات المناخية لـتشيناي، الهند (نونجامباكام) 1981-2010 | البيانات المناخية لـتشيناي، الهند (نونجامباكام) 1981-2010 | البيانات المناخية لـتشيناي، الهند (نونجامباكام) 1981-2010 | البيانات المناخية لـتشيناي، الهند (نونجامباكام) 1981-2010 | البيانات المناخية لـتشيناي، الهند (نونجامباكام) 1981-2010 | البيانات المناخية لـتشيناي، الهند (نونجامباكام) 1981-2010 | البيانات المناخية لـتشيناي، الهند (نونجامباكام) 1981-2010 | البيانات المناخية لـتشيناي، الهند (نونجامباكام) 1981-2010 | البيانات المناخية لـتشيناي، الهند (نونجامباكام) 1981-2010 | البيانات المناخية لـتشيناي، الهند (نونجامباكام) 1981-2010 | البيانات المناخية لـتشيناي، الهند (نونجامباكام) 1981-2010 | البيانات المناخية لـتشيناي، الهند (نونجامباكام) 1981-2010 | البيانات المناخية لـتشيناي، الهند (نونجامباكام) 1981-2010 |
| الشهر                                                     | يناير                                                     | فبراير                                                    | مارس                                                      | أبريل                                                     | مايو                                                      | يونيو                                                     | يوليو                                                     | أغسطس                                                     | سبتمبر                                                    | أكتوبر                                                    | نوفمبر                                                    | ديسمبر                                                    | المعدل السنوي                                             |
| --------------------------------------------------------- | --------------------------------------------------------- | --------------------------------------------------------- | --------------------------------------------------------- | --------------------------------------------------------- | --------------------------------------------------------- | --------------------------------------------------------- | --------------------------------------------------------- | --------------------------------------------------------- | --------------------------------------------------------- | --------------------------------------------------------- | --------------------------------------------------------- | --------------------------------------------------------- | --------------------------------------------------------- |
| الدرجة القصوى °م (°ف)                                     | 34.4 (93.9)                                               | 36.7 (98.1)                                               | 40.6 (105.1)                                              | 42.8 (109.0)                                              | 45.0 (113.0)                                              | 43.3 (109.9)                                              | 41.1 (106.0)                                              | 40.0 (104.0)                                              | 38.9 (102.0)                                              | 39.4 (102.9)                                              | 35.4 (95.7)                                               | 33.0 (91.4)                                               | 45.0 (113.0)                                              |
| متوسط درجة الحرارة الكبرى °م (°ف)                         | 29.3 (84.7)                                               | 30.9 (87.6)                                               | 32.9 (91.2)                                               | 34.5 (94.1)                                               | 37.1 (98.8)                                               | 37.0 (98.6)                                               | 35.3 (95.5)                                               | 34.7 (94.5)                                               | 34.2 (93.6)                                               | 32.1 (89.8)                                               | 29.9 (85.8)                                               | 28.9 (84.0)                                               | 33.1 (91.6)                                               |
| المتوسط اليومي °م (°ف)                                    | 25.2 (77.4)                                               | 26.6 (79.9)                                               | 28.7 (83.7)                                               | 30.9 (87.6)                                               | 32.9 (91.2)                                               | 32.4 (90.3)                                               | 30.9 (87.6)                                               | 30.3 (86.5)                                               | 29.8 (85.6)                                               | 28.4 (83.1)                                               | 26.5 (79.7)                                               | 25.3 (77.5)                                               | 29.0 (84.2)                                               |
| متوسط درجة الحرارة الصغرى °م (°ف)                         | 21.2 (70.2)                                               | 22.2 (72.0)                                               | 24.2 (75.6)                                               | 26.6 (79.9)                                               | 28.0 (82.4)                                               | 27.5 (81.5)                                               | 26.4 (79.5)                                               | 25.9 (78.6)                                               | 25.6 (78.1)                                               | 24.6 (76.3)                                               | 23.1 (73.6)                                               | 21.9 (71.4)                                               | 24.8 (76.6)                                               |
| أدنى درجة حرارة °م (°ف)                                   | 13.9 (57.0)                                               | 15.0 (59.0)                                               | 16.7 (62.1)                                               | 20.0 (68.0)                                               | 21.1 (70.0)                                               | 20.6 (69.1)                                               | 21.0 (69.8)                                               | 20.5 (68.9)                                               | 20.6 (69.1)                                               | 16.7 (62.1)                                               | 15.0 (59.0)                                               | 13.9 (57.0)                                               | 13.9 (57.0)                                               |
| معدل هطول الأمطار مم (إنش)                                | 25.9 (1.02)                                               | 3.4 (0.13)                                                | 3.5 (0.14)                                                | 14.4 (0.57)                                               | 34.2 (1.35)                                               | 55.8 (2.20)                                               | 103.8 (4.09)                                              | 126.8 (4.99)                                              | 147.7 (5.81)                                              | 315.6 (12.43)                                             | 399.9 (15.74)                                             | 456.4 (17.97)                                             | 1٬382٫9 (54.44)                                           |
| متوسط الأيام الممطرة                                      | 1.4                                                       | 0.8                                                       | 0.3                                                       | 0.8                                                       | 1.8                                                       | 4.0                                                       | 6.5                                                       | 7.7                                                       | 7.3                                                       | 10.9                                                      | 11.5                                                      | 5.8                                                       | 58.8                                                      |
| متوسط الرطوبة النسبية (%) (at {{{time day}}})             | 67                                                        | 66                                                        | 67                                                        | 70                                                        | 68                                                        | 63                                                        | 65                                                        | 66                                                        | 71                                                        | 76                                                        | 76                                                        | 71                                                        | 69                                                        |
| ساعات سطوع الشمس الشهرية                                  | 232.5                                                     | 240.1                                                     | 291.4                                                     | 294.0                                                     | 300.7                                                     | 234.0                                                     | 142.6                                                     | 189.1                                                     | 195.0                                                     | 257.3                                                     | 261.0                                                     | 210.8                                                     | 2٬848٫5                                                   |
| ساعات سطوع الشمس اليومية                                  | 7.5                                                       | 8.5                                                       | 9.4                                                       | 9.8                                                       | 9.7                                                       | 7.8                                                       | 4.6                                                       | 6.1                                                       | 6.5                                                       | 8.3                                                       | 8.7                                                       | 6.8                                                       | 7.8                                                       |
| المصدر #1: دائرة الأرصاد الجوية (الهند) (1971–2000)       |                                                           |                                                           |                                                           |                                                           |                                                           |                                                           |                                                           |                                                           |                                                           |                                                           |                                                           |                                                           |                                                           |
| المصدر #2: Japan Meteorological Agency                    |                                                           |                                                           |                                                           |                                                           |                                                           |                                                           |                                                           |                                                           |                                                           |                                                           |                                                           |                                                           |                                                           |

#### الرياح الشماليَّة الشرقيَّة الموسميَّة
تَقع مَدِينَة تشيناي على الساحل الشرقي للهند والَّذِي يُعرف أيضًا بِاِسم ساحل كورومانديل، وتُعتمد تشيناي بشكل كَبِير على الرياح الموسميَّة الشماليَّة الشرقيَّة لتلقي الأمطار، حيثُ تهطل 65 بالمائة من الأمطار في موسم الرياح الشماليَّة الشرقيَّة، وتُعد الأعاصير والمنخفضات السمات المُشتركة للموسم،  وتكثر في هَذَا الموسم الفيضانات، وَفِي عام 2015 تلقت تشيناي أمطار قياسية تسببت في فيضانات هائلة وهي الأولى من نوعها مُنذ عام 1918.

### الغطاء النباتي والحيواني
تُفضل السلاحف البحريَّة من نوعِ لجأة ردلي الزيتونية المهددة بالانقراض وَضع بيضها كلّ شتاء على الامتداد الجنوبي لساحل تشيناي من «ثيروفانميور» إلى «نيلانكاراي»، ويُمكِن رؤية عدد كَبِير من البلشونيات، وبلشون البُحيرات، و«مالك الحزين»، وطيور مائية أُخرى في نهري كوم وأديار، حيثُ يُهاجر نَحو 75 ألف طائر إلى تشيناي كلّ عام،  وتحط العديد من الطيور المُهاجرة رحالها في المناطق الرطبة مِثل «باليكارناي» خِلال فصل الشتاء، والرياح الموسميَّة، وقد سُجل في المدينة وضواحيها أَكثَر من 300 نوعِ من الطيور، من قَبل أعضاء «جمعية مدراس للأخصائيين الطبيعيِين» مُنذ إنشائها في عام 1978.
تحتوي المدينة على «حَدِيقَة جويندي الوطنيَّة» وهي مِنطَقَة محمية، وتجري «حَدِيقَة حيوان فاندالور» أَنشطة الحفاظ على الحَيَاة البرية مِثل حماية سلاحف ردلي الزيتونية البحريَّة،  ويُعد «مادراس كروكودايل بنك تراست» مركزًا لأبحاث علم الزواحف، ويَبعدَ نَحو 40 كيلومتر (25 ميل) جَنُوب تشيناي.
يقدر الغطاء الشجري للمدينة بنحو 64.06 كيلومتر مربع،  وتنتشر فِيهَا أشجار «القرنة النُحاسيَّة» بكثرة، يليها الزان الهندي، والنيم. وقد عُثر في المدينة على 121 نوعِ من الأشجار، تنتمي إلى 94 جنس، و42 عائلة،  وتُمِثل نسبة الغطاء النباتي في المدينة 25% فقط، بَعد أن كَانَت 85% حتَّى سبعينيَّات القرن الماضي، حيثُ شهدت المناطق الرطبة خِلال السنوات الماضية اختفاء مَا يقارب نصف أنواع النَّباتات المحَلِية.

### الحفاظ على البيئة
يُوجِد في تشيناي ثلاثة أنهار وعدة بحيرات، وقد أدَّى الزحف العمرانيّ والتحضر لتقلص وانكماش المسطّحات المائيَّة والمناطق الرطبة،  حيثُ انخفضت المناطق الرطبة في المدينة من 650 إلى 27 مِنطَقَة رطبة فقط،  ويعمل «صُندُوق استعادة نهر تشيناي» الحكوميّ على ترميم وصيانة نهر أديار،  وتعمل «مؤسَّسة أنبيئيست أوف إنديا» التطوعية لحماية الحَيَاة البرية واستعادة الموائل.
أدَّى زحف التّنمِيَة الحضريّة على المناطق الرطبة إلى إعاقة استدامة المدينة بشكل خطير، وساهم في فيضانات عام 2015، وأزمة نُدرة المياه في 2019.

### استخدامات الأرض
تَبلُغ مِسَاحَة الغطاء الأخضر في تشيناي 14.9% من مِسَاحَة المدينة بحسب بيانات 2018، وتوصي منظمة الصحة العالمية بمساحة 9 متر مربع لكل نسمة من سكان المدينة، وتبلغ نسبة المِسَاحَة المبنية من المدينة 71%، وتُغطي المسطّحات المائيَّة نَحو 6% من مساحتها الإجماليّة، وصُنفت مِسَاحَة 8% من مِسَاحَة المدينة بأنَّها مِسَاحَة مفتوحة. وَفِي 2017 بلغَ حجم تغذية المياه الجوفية 170 مليُون قَدَم مكعب.

## الإدارة

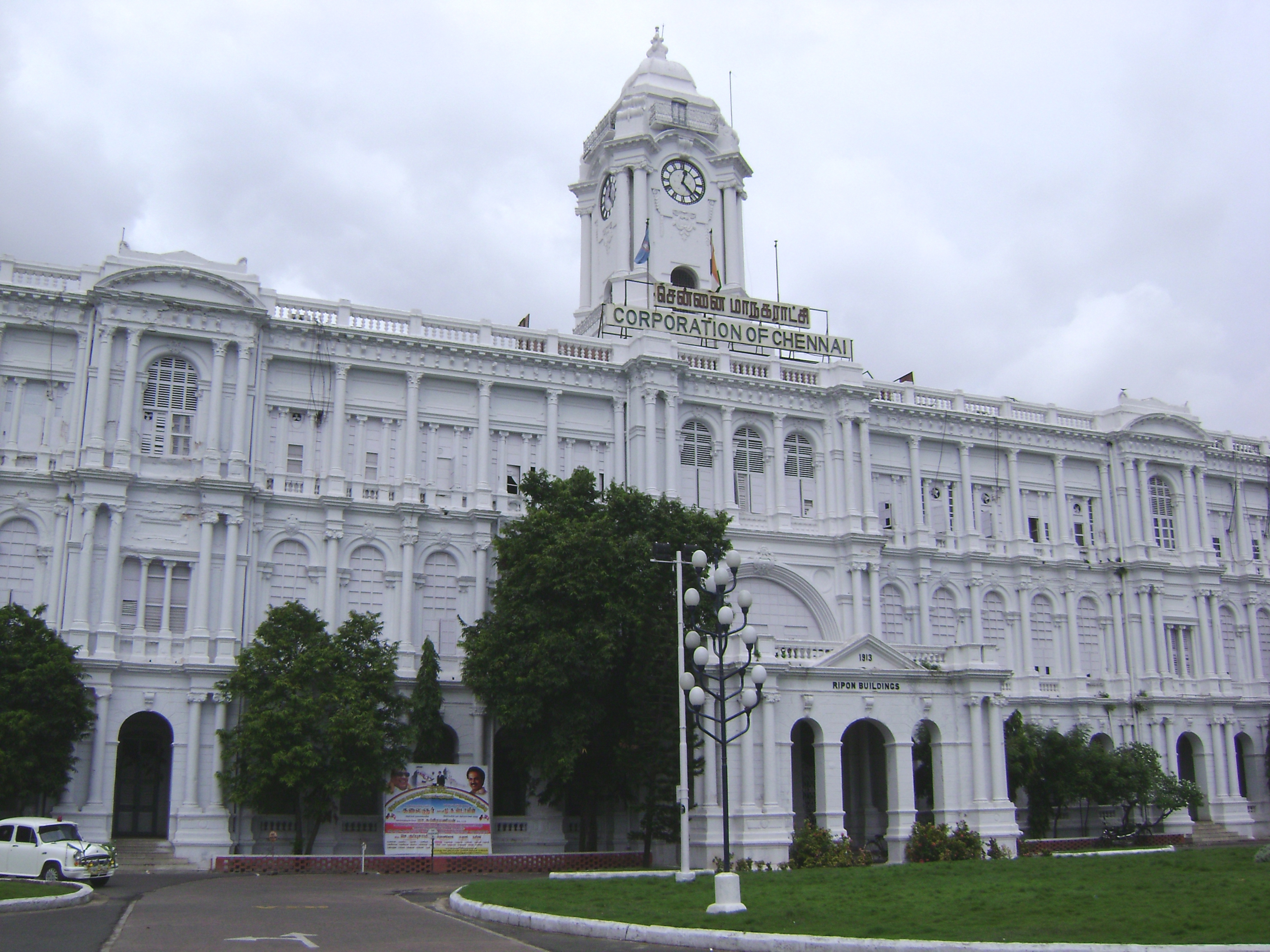
«مبنى ريبون» مقر شركة تشيناي، بُني في عام 1913

تتولى «مؤسَّسة تشيناي الكبرى» (المَعروفَة سابقًا بِاِسم «مؤسَّسة مدراس») إِدَارَة مَدِينَة تشيناي، والّتِي تُعد أقدم شّركَة بلدية في الهند وثاني أقدم شّركَة باقية فِي العَالم، وقد تأسّست في 1688،  وسعت مِنطَقَة اختصاصها في 2011 من 174 كيلومتر مربع (67 ميل2) إلى 426 كيلومتر مربع (164 ميل2)،  وتُقسم إلى ثلاث مَنَاطِق شمالية وجنوبية ووسطى، وتُغطي 200 قسم. يرأس الشّركَة «رَئِيس البلدية»،  وينتخب سكان المدينة رَئِيس البلدية وأعضاء المجالس البلدية.
تتولى «هيئة التّنمِيَة الحضريّة في تشيناي» تخطيط وتطوير مِنطَقَة تشيناي الحضريّة، والّتِي تَبلُغ مساحتها 1,189 كيلومتر مربع (459 ميل2)،  وتُغطي مِنطَقَة تشيناي وأجزاء من ضواحي تيروفالور، وكانشيبورام وتشنغالباتو، ويضّم نطاق مِنطَقَة هيئة التّنمِيَة 5 دوائر برلمانية، و28 دائرة انتخابيَّة.
تضم تشيناي بصفتها عاصمة ولاية تاميل نادو المقر التّنفِيذِي والتشريعي للولاية، في مباني الأمَانَة العامَّة في القلعة، وتُعد «محكمة مدراس العليا» أعلى سلطة قضائية في الولاية، ويمتدّ اختصاصها عبر تاميل نادو، وبودوتشيري.

### النظام والقانون

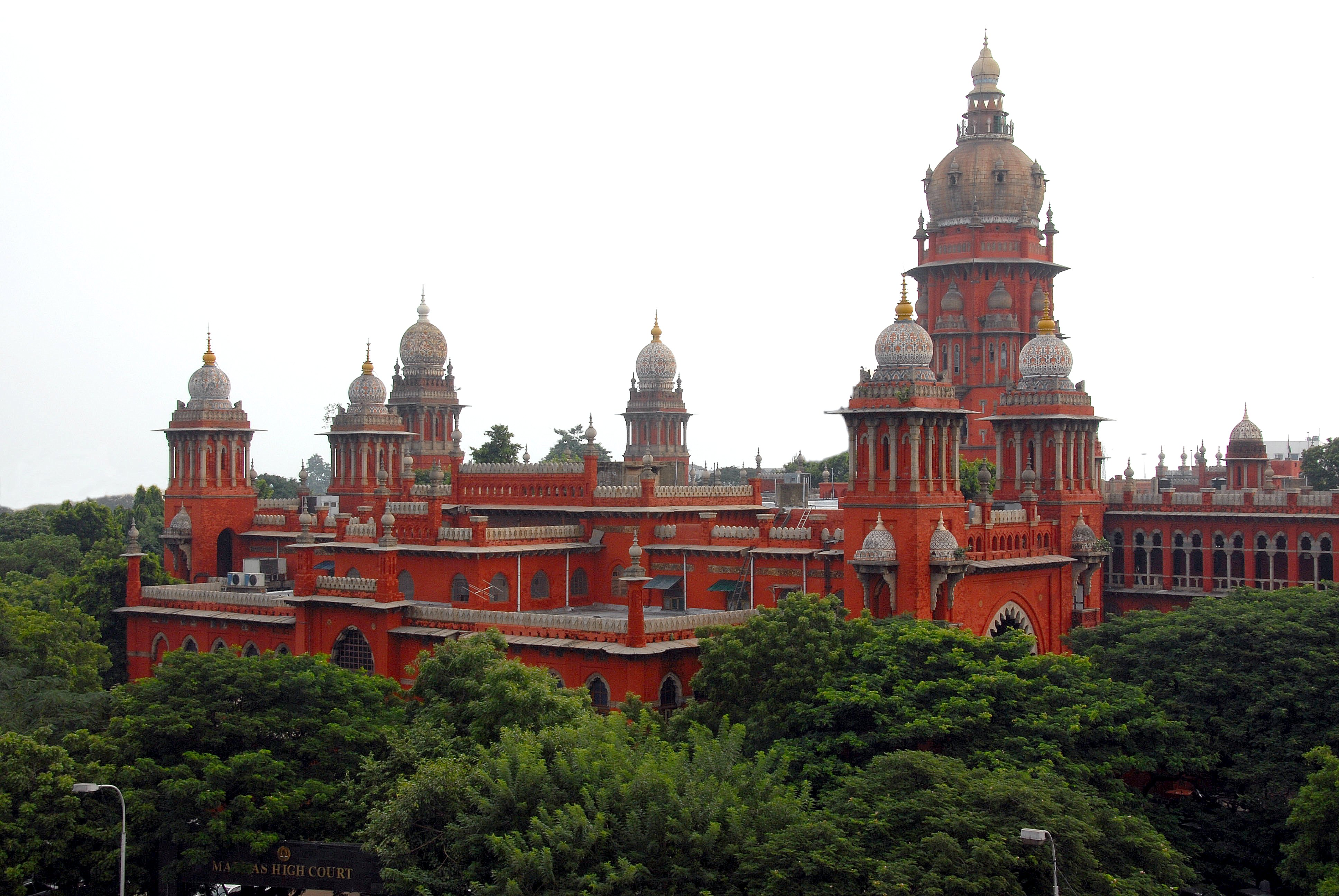
محكمة مدراس العليا

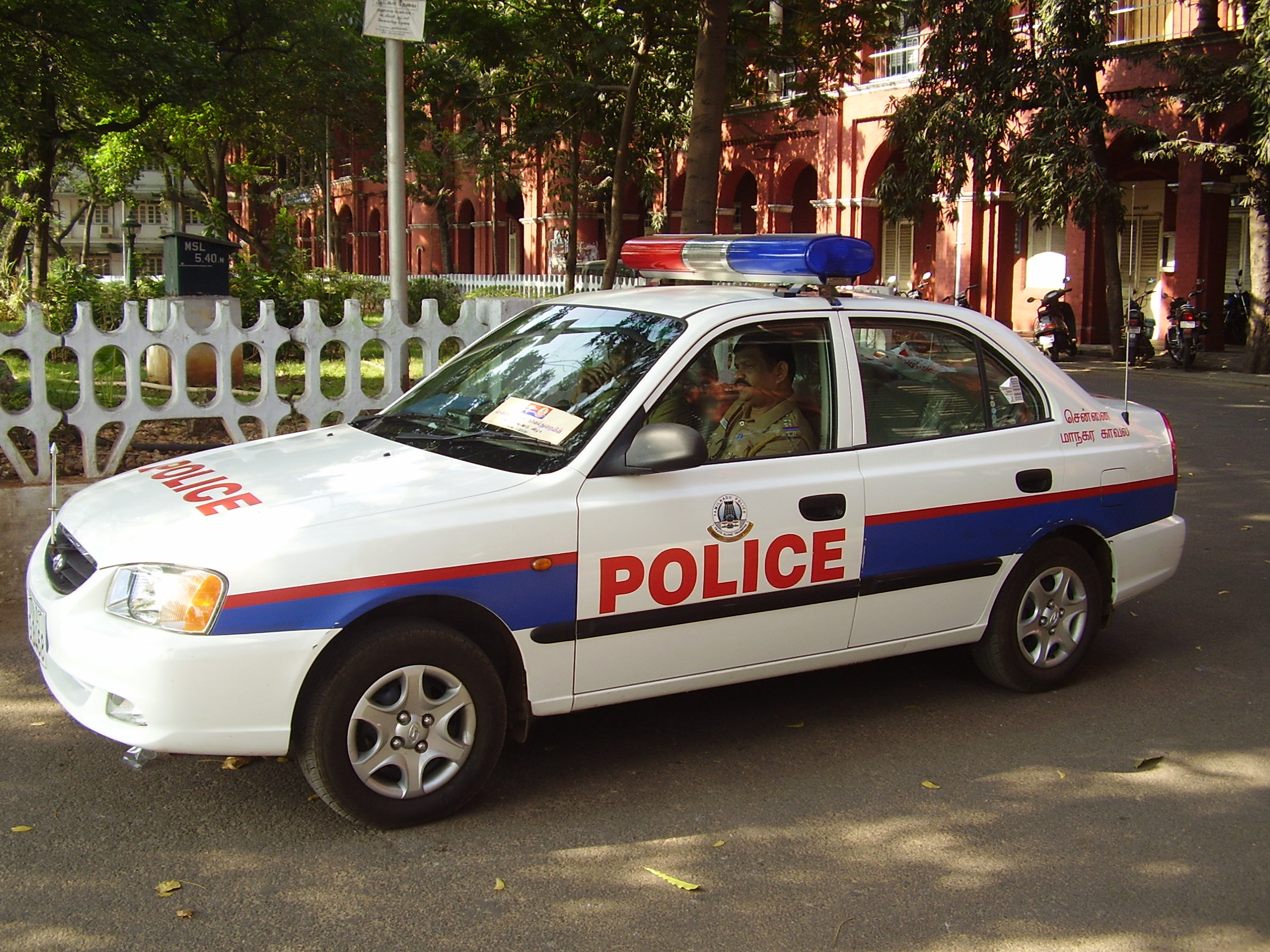
سيارة شرطة دورية

شرطة تشيناي الكبرى هي وكالة إنفاذ القَانُون الرَئِيسيّة في المدينة، وتَزيد ولايتها القضائيَّة عَن 745 كيلومتر مربع (288 ميل مربع)، وتخدم أَكثَر من 8.5 مليُون شخص، وتتكوَّن من 121 مركز شرطة، ويرأسها مفوض شرطة، وهي تَابِعَة لشرطة تاميل نادو،  وتتولَّى «شرطة مرور مَدِينَة تشيناي» إِدَارَة حَرَكَة المُرُور في المدينة، وتعمل «شرطة مَدِينَة تشيناي» على مراقبة الضواحي الحضريّة، وتتولَّى أقسام شرطة كانشيبورام وثيروفالور مُراقبة المناطق الخارجيَّة التّابِعَة لولاية تشيناي الكبرى.
تكونت شرطة تشيناي من 14 ألف فرد من أفراد الشرطة في 2011 قَبل توسيع مِنطَقَة شّركَة تشيناي، ومقارنة بالكثافة السُكّانيّة للمدينة البالغة 26903 شخص لكل كيلومتر مربع، فَقَد كَان بِالمدينة شرطي وَاحِد لكل 413 شخص، بينما يبلغ عدد أفراد شرطة ضواحي تشيناي نَحو 4093 فرد،  وقد كَان مُعَدّل الجريمة في 2011 بواقع 169.2 لكل 100 ألف شخص، مُقابِل المُتَوَسِط الوطنيّ البالغ 341.9 لكل 100 ألف شخص. وَفِي 2011 كَانَت «مِنطَقَة شَمَال تشيناي» تحتوي على 30 مَركَز شرطة، و3 مواقع شرطة خارج المراكز، وكانت «مِنطَقَة تشيناي المركزيَّة» بِهَا 28 مَركَز شرطة و3 مواقع، أمَّا «مِنطَقَة جَنُوب تشيناي» فتحتوي على 30 مركزًا للشرطة.
في 2009 هدمت السُلطات «سجن مدراس المركزي» أحد أقدم السجون الهنديَّة، وكانت مساحته تَبلُغ 11 أكر (4 ها)، ونقلت السجناء إلى سجن بوزال المركزي.

### السياسة

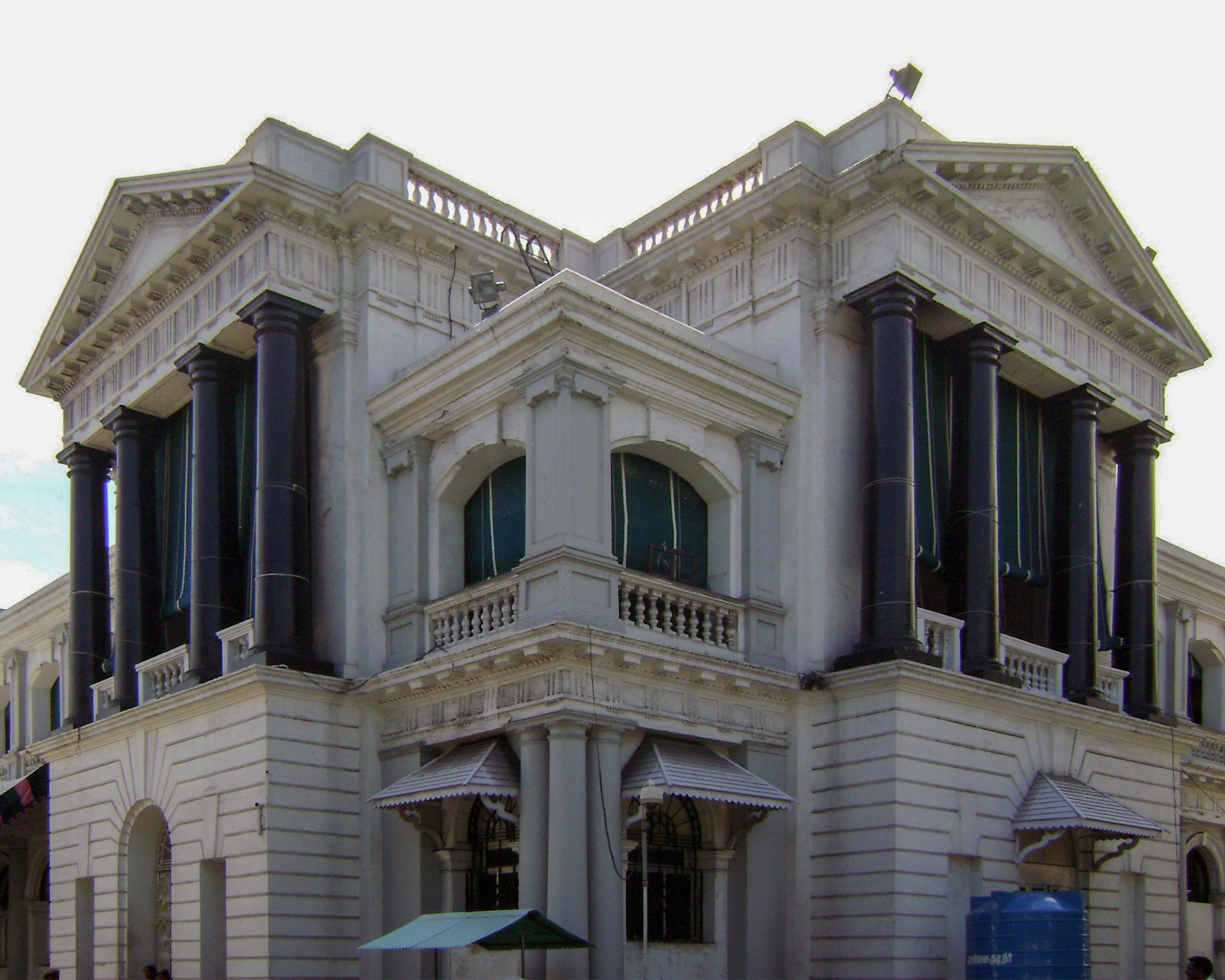
جمعية تاميل نادو التشريعية

اكتسبت جَوَانِب القوميَّة التاميلية الشهرة مُنذ القرن التّاسِع عشر، عَندَمَا اقترح علماء غربيون أن اللغات الدرافيدية المُهيمنة على جَنُوب الهند، شكلت مَجمُوعَة لغوية مختلفة عَن اللغات الهنديَّة الآرية السائدة في شَمَال شبه القارة الهنديَّة، وأدى ذَلِك لاندلاع أَعمَال عنف معادية للهندية في المدينة وَفِي مختلف مَنَاطِق الولاية، ولاحقًا أدَّى تَنظِيم الوَلاَيات الهنديَّة بَعد الاستِقلال وفقًا للأسس اللغوية والعرقيّة إلى اعتدال القوميَّة التاميلية والمطالبات بالانفصال عَن الاتِحاد الهندي، وقد أدَّت التحرُّكات المُناهضة للهندية في مُنتَصَف الستينيّات إلى حُصُول «درافيدا مونيترا كازاغام» على شعبية وقوة سياسية، ولعبت التحرُّكات في الستينيّات دورًا حاسمًا في هزيمة «حزب مُؤتَمَر تاميل نادو» في انتخابات عام 1967 وهيمنة الأحزاب الدرافيدية على سياسة تاميل نادو.
ظلت تشيناي مَركَز السِياسَة في اَلمِنطَقَة الجنوبيَّة من الهند خِلال الحقبة الاستعماريَّة البريطانيَّة كونها عاصمة رئاسة مدراس الّتِي تغطي مِسَاحَة شاسعة من هضبة الدكن، وَبَعد الاستِقلال ظلت مركزًا لِلأَنشِطَة السياسيَّة لولاية تاميل نادو، وفيها تأسس المؤتمر الوطني الهندي الّذِي أسسه أعضاء هنود وبريطانيون في حَرَكَة المُجتمع الثيوصوفي ومنهم ألان هيوم،  وَفِي الأَسَاس، فَقَد ولدت الفكرة في اِجتِمَاع خاصّ ضم سبعة عشر شخص، بَعد الاتفاقيَّة الثيوصوفية الّتِي عقدت في المدينة في ديسمبر 1884. واستضافت تشيناي سبع مؤتمرات للمؤتمر الوطنيّ الهندي خِلال الخمسين عامًا الأولى من تأسيسه، وأصبحت إحدى القَوَاعِد القوية لحركة الاستِقلال الهنديَّة، وَبَعد الاستِقلال استضافت المدينة الكونغرس في عام 1955 في ضاحية أفادي.
تأسّست «جمعية رِعايَة جَنُوب الهند» وهي واحدة من أقدم الأحزاب الإقليميَّة في عام 1916 في تشيناي، والّتِي أصبَحَت فيمَا بَعد تُعرف بِاِسم «حزب العَدالة»، الحزب المعارض الرَئِيسيّ للمؤتمر الوطنيّ الهندي في الولاية.

### المرافق
يُدير «مَجلِس مترو مياه الشرب والصرف الصحي في تشيناي» إمدادات المياه ومعالجة مياه الصرف الصحي في المدينة، حيثُ يتم سحب المياه من خزانات المياه الأساسيّة في المدينة وهي «بحيرة ريد هيلز» و«بحيرة تشيمبارامباكام»،  وَيَتِمّ معالجتها في محطَّات معالجة المياه في كيلباوك، وبوزال، وتشيمبارامباكام،  وتُزود المدينة من خِلال 27 محطّة لتوزيع المياه،  وتستقبل 530 مليُون لتر في اليوم من نهر كريشنا عبر مَشرُوع «تلوجو جانجا»، و180 مليُون لتر في اليوم من مَشرُوع «بحيرة فيرانام»،  و100 مليُون لتر في اليوم من «محطّة مينجور لتحلية المياه» الّتِي تُعد أكبر محطّة لتحلية المياه في البلاد،  ويُتوقع أن تواجه تشيناي عجز بنحو 713 مليُون قَدَم في 2026، حيثُ من المتوقع أن يصل احتياج المدينة إلى 2.248 مليُون قَدَم، بينما تُنتج 1.535 مليُون قَدَم فقط،  يعود نِظَام الصرف الصحي في المدينة إلى 1910، وأجرت بِه السُلطات بَعض التعديلات في 1958،  وتدير «هيئة المدينة» نَحو 714 دَورَة مياه عامة في المدينة،  وتخطط لِإِنشاء 2000 دَورَة مياة أُخرى،  وتملّك «هيئة المدينة» نَحو 52 قاعة مجتمعية في جَمِيع أنحاء المدينة.
تقدم «مؤسَّسة تشيناي» خِدمات مدنية للمدينة، وتعمل شّركَة «رامكي إنفيرو انجينيرز ليمتد» على جَمع القمامة من بَعض الأجنحة،  ويُوجد في المدينة ثماني محطَّات تحويل لمعالجة النفايات،  الّتِي تُجَمع في ساحتين رئيسيَّتين في المدينة،  ويُوزِع «مَجلِس كهرباء ولاية تاميل نادو» الكهرباء في المدينة،  وتُقَدَم «خِدمات الحرائق والإنقاذ في تاميل نادو» خِدمات الإطفاء،  حيثُ يُوجِد في تشيناي 33 محطّة إطفاء.
يُوجِد في مَدِينَة تشيناي 568 مَكتَب بريد، مِنهَا مَا يقرب من 460 مكتبًا مستأجرًا.

## الهندسة المعمارية

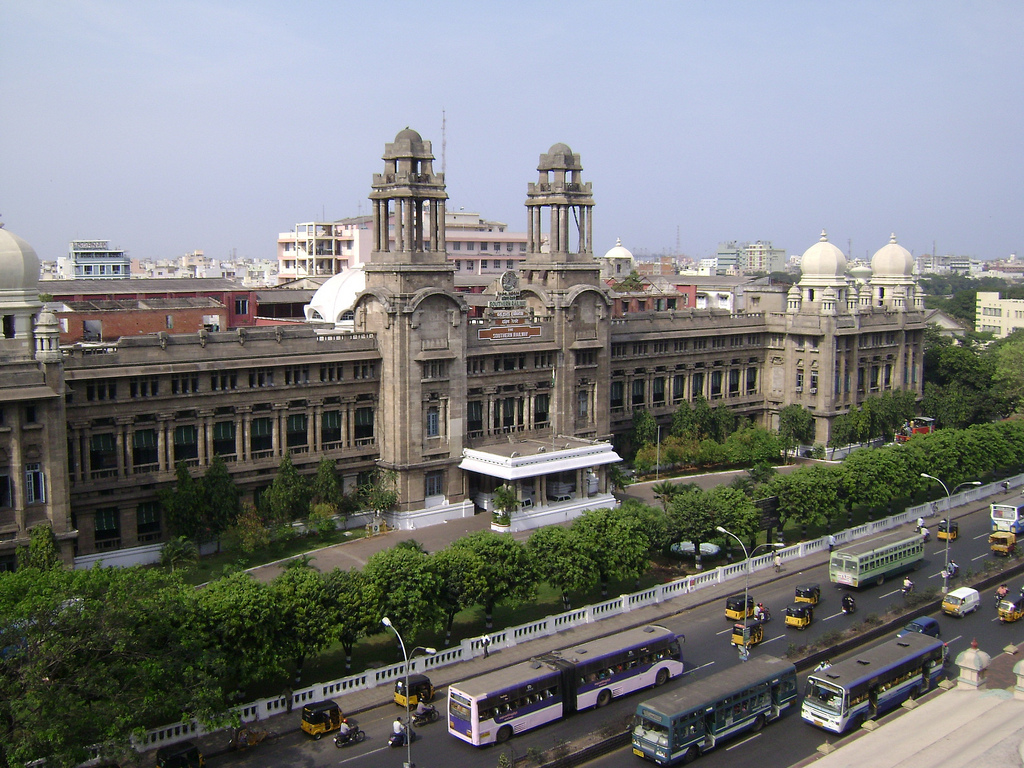
مقر السكك الحديدية الجنوبية من الأمثلة الرائعة للهندسة المعمارية الهندوسية في المدينة

يتكون الطراز المعماريّ في تشيناي من أنماط مُختلفة تكونت خِلال فَترَة زمنية واسعة، حيثُ تعود أقدم مباني المدينة إلى القرنين السابع والثامن ومنها «معبد كاباليشوارار» في ميلابور، و«معبد بارثاساراثي» في تريليكان الّذِي بني على طراز العِمارة الدرفيدية، ويتضمّن النمط المعماريّ في تشيناي أنماط مُختلفة تعود لبإمبراطورية بالافا، وسلالة تشولا الحاكمة، ويُمكن رؤية أنماط فيجاياناغارا في المدينة، حيثُ تتميز بمنازل مصفوفة حول المعبد،  ومن أمثلة فن العِمارة في بالافا «المعابد التراثيّة في مامالابورام»، وتحتَلّ تشيناي المرتبة الثانيَّة في الهند بَعد كلكتا من حيثُ امتلاكها لأكبر مَجمُوعَة من المباني التراثيّة الهنديَّة في البلاد.
مَع ظهور المغول والبريطانييّن، شهدت المدينة تطورًا لمزيج من الأنماط القوطية، والإحياء الهندوسيَّة، والإسلاميَّة أدَّت لتكون إحياء العمارة الهندية-الساراكينوسية،  واتبعت مباني العديد من المؤسّسات المبكرة مِثل البنوك والسكك الحديديَّة والصحافة والتَّعليم، اتجاهات استعمارية مِثل «نيو كلاسيك»، و«هندو-ساراكينوسي». ويُعد «قصر تشيبوك» الّذِي صممه «بول بنفيلد» أول مَبنى «هندو-ساراكينوسي» في الهند،  وظهرت العديد من المباني في الحقبة الاستعماريَّة بهذا النمط المعماريّ، ويتَّضح ذَلِك حول حصن سانت جورج الّذِي بُني في 1640، ومن أبرز المباني الّتِي صُممت بهذا النمط المعماريّ «محكمة مدراس العليا» الّتِي بنيت عام 1892، و«مَقَر السكك الحديديَّة الجنوبيَّة»، و«مَبنى ريبون»، و«متحف الحُكومة»، و«مَجلِس الشيوخ» في جامعة مدراس، و«أمير محل»، و«مَبنى بهارات للتأمين»، و«قاعة فيكتوريا العامَّة»، و«كلية الهندسة»،  ويُعتبر «تمثال انتصار العَمَل» من معالم تشيناي البارزة.
اكتمل بِنَاء «المعرض الوطنيّ للفنون في مدراس» في 1909، وقد بُنيت واجهته المذهلة، من الحجر الرملي الوردي الّذِي تم إحضاره من ساتيافيدو، وشكل المعرض جُزء من حرم «متحف مدارس»، وافتتحه حاكم حصن سانت جورج «السير آرثر لولي» في 23 يناير 1909، وأطلق عليه اسم «قاعة فيكتوريا التذكاريَّة» نسبة إلى الملكة والإمبراطورة فيكتوريا،  كَانَت المباني السكنية في المدينة قَائِمَة على «طراز البنغل» أو النماذج الأولية لمنازل الصف المستمر،  ومن مباني الطراز القوطي «محطّة تشيناي سنترال» و«محطّة تشيناي إيغمور» للسكك الحديديَّة، وأُعيد بِنَاء «كنيسة سانثوم» في عام 1893 على الطراز القوطي الجَدِيد.
بحلول أوائل القرن العِشرين دخلَ فن الآرت ديكو إلى المشهد الحضري للمدينة، وبُنيت العديد من المباني بهذا النمط الجَدِيد مُنذ الثلاثينيَّات، مِثل «مَبنى الهند المتَّحدة» (حاليًا LIC)، و«مَبنى بورما شل» (حاليًا تشيناي هاوس)، و«دار دار» الّذِي بني في عام 1940، و«مَبنى غرفة التِجَارَة» في جَنُوب الهند. وشهدت المدينة بَعد الاستِقلال أسلوب عمارة الحداثة،  ومثل مَبنى LIC علامة الاٍنتقال من الجير والطوب إلى الأَعمِدَة الخرسانية،  حيثُ أكتمل بناءه في 1959 كأطول مَبنى في الهند،  وحظرت السُلطات تَشيِيد مباني بارتفاع أَكثَر من 60 متر لعدة عقود، نتيجة وُجُود رادار الطقس في ميناء تشيناي،  وأدى ذَلِك مَع عوامل أُخرى لتوسع المدينة بشكل أفقي، على عكس المُدن الكبرى الأُخرى الّتِي تنمو بشكل رأسي.

## التركيبة السكانية

### تعداد السكان
بلغَ عدد سكان تشيناي نَحو 4,646,732 نسمة في 2011،  وتبلغ مساحتها 174 كيلومتر مربع (67 ميل2)، وتبلغ الكثافة السُكّانيّة فِيهَا 26,705 شخص لكل كيلومتر مربع،  ويُقيم 51% من سُكَّانها في منازل مستأجرة،  وَفِي وَقت لاحق من 2011 وسعت السُلطات حدود المدينة إلى 426 كيلومتر مربع (164 ميل2)، وارتفع عدد سُكَّانها إلى 7,088,000 شخص، وبلغت الكثافة السُكّانيّة 16,639 شخص لكل كيلومتر مربع، وأعادت تسمية «شّركَة تشيناي البلدية» إلى «شّركَة تشيناي الكبرى».
تعيش 712 ألف أسرة تحت خط الفَقر بحسب بيانات 2019، وَهُو مَا يمثل نَحو 40% من إجمالي الأسر في تشيناي البالغة عددها 1.788 مليُون أسرة.

### اللغات
بشكل التاميل غالبية سكان تشيناي، ويتخاطب عمَّال الياقات البيضاء باللغة الإنجليزيَّة،  وَفِي بَعض الأوقات يخلطونها بالتاميلية،  وبلغ عدد المُهاجرين إلى المدينة نَحو 2,937,000 مهاجر (33.8% من إجمالي سكان المدينة)، وَكَان 61.5% من المُهاجرين قادمين من أَمَاكِن أُخرى من الولاية، و33.8% من خارج الولاية، و3.7% من خارج البلاد. ووفقًا لتعداد عام 2001 فَقَد بلغَ عدد المُتحدثين بلغتهم الأم التاميلية نَحو 3,424,107 شخص، ويمثلون 78.8% من سكان المدينة، وباللغة التيلوغوية نَحو 419,209 شخص، ويمثلون 9.7% من سكان المدينة، وباللغة الأردية نَحو 180,245 شخص، يمثلون 4.1% من سكان المدينة، وباللغة المالايالامية 113,828 شخص (2.6%)، وباللغة الهنديَّة 104,048 شخص (2.4%)، وبالكنادية 22,250 شخص (0.5%)،  بينما يتحدث 250 ألف مغترب أجنبي يقيمون في المدينة باللغات الكوريَّة، واليابانيّة، والفرنسيَّة، والصينيَّة الماندرين، والروسيَّة، والألمانيَّة، والإسبانيَّة.

### الديانات والعرقيَّات
| الديانات في تشيناي | الديانات في تشيناي | الديانات في تشيناي | الديانات في تشيناي | الديانات في تشيناي |
| ------------------ | ------------------ | ------------------ | ------------------ | ------------------ |
| الدين              | الدين              |                    | النسبة             | النسبة             |
| الهندوسية          | الهندوسية          |                    | 80.73%             | 80.73%             |
| الإسلام            | الإسلام            |                    | 9.45%              | 9.45%              |
| المسيحية           | المسيحية           |                    | 7.72%              | 7.72%              |
| الجاينية           | الجاينية           |                    | 1.11%              | 1.11%              |
| أخرى               | أخرى               |                    | 0.99%              | 0.99%              |

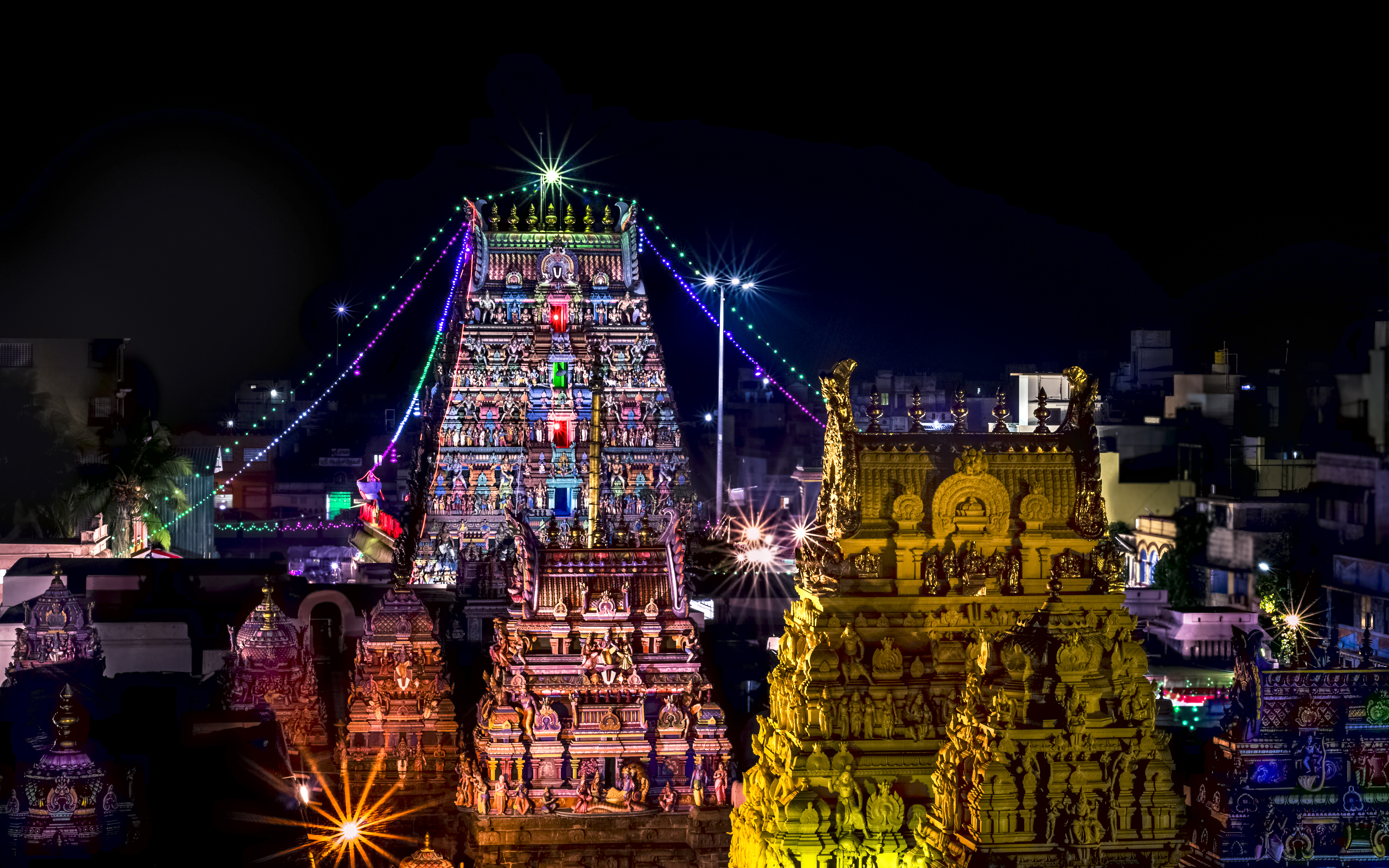
معبد بارثاساراثي خلال مهرجان "سري فايكونتا إيكاداسي"

تُعتبر تشيناي وبنغالور ومومباي ودلهي من المُدن الهنديَّة الّتِي تضم في تركيبتها السُكّانيّة مَجمُوعَة متنوعة من المُجتَمَعَات العرقيّة والدينيَّة،  وتشمل الأقلّيات في تشيناي التيلوغويون، وشعب المارواري، والغجراتيون، والبارسيون،  والسند،  و«الأودياس»،  «الغوانيون»،  وشعب كانادا،  والأنجلو الهنود،  والبنغاليون،  والبنجاب،  والمالاياليون. ووفقًا للإحصاء الديني في 2011، فَقَد شكل الهندوس 80.73% من سكان المدينة، بينما شكل المُسلمون 9.45%، والمسيحيُّون 7.72%، والجاين 1.11%، والسيخ 0.06%، والبوذيُّون 0.06%، ويتّبع ديانات أُخرى 0.04%، بينما لَم يفصح نَحو 0.83% من السكان عَن اتباعهم لدين مُعين.

### الإسكان
احتَّلت تشيناي المرتبة 22 في قَائِمَة «أفضَل 25 وجهة عقارية في مِنطَقَة آسِيَا وَالمُحِيط الهَادِئ»، في اِستِطلاع «الاتِجَاهَات الناشئة في العقارات في آسِيَا وَالمُحِيط الهَادِئ 2014» في 2013،  يبلغ عدد الأحياء الفَقِيرَة في تشيناي 1240 حي فقير، وَيُقِيم فِيهَا نَحو 900 ألف مواطن.
يبلغ عدد الأسر في المدينة 1.1 مليُون أسرة بحسب تعداد 2011، ويُوجد في المدينة نَحو 1,150,000 منزل سكني، بفائض يبلغ نَحو 50 ألف منزل، ومنها 43,700 منزل خالي، وبلغت المنازل الشاغرة في ضواحي تشيناي في منطقتيّ تيروفالور (56 ألف منزل)، وَفِي كانشيبرام (71 ألف منزل)، ويحتاج نَحو 200 ألف منزل من منازل المدينة لإعادة بنائه أو إصلاحه وترميمه، وتعيش نَحو 26 ألف أسرة في منازل بدون غرف نوم، بينما تعيش 427 ألف أسرة مُتَوَسِطَة الحجم (خمسة أفراد) في وحدات سكنية صغيرة تحتوي على غرفة واحدة فقط، وبحلول عام 2016 كَانَت المدينة بحاجة لبناء نَحو 420 ألف وَحدة سكنية لذوي الدّخل المنخفض، 
بلغَ عدد المُشردين في تشيناي في 2012 نَحو 11,116 شخص (0.16% من السكان)، وترى المحكمة العليا بأنَّ المدينة بحاجة إلى 65 مأوى للمشردين، بينما يُوجِد فِيهَا 15 مأوى فقط.
بحسب بيانات 2017 فأنه يقيم في المدينة نَحو 2.2 مليُون أسرة معيشية لَا يملكون منزل (أسرة تقيم مَع أسرة أخرى)، ويمثلون نَحو 40% من السكان.

## الفنون والثقافة

### المتاحف والمعارض الفنية

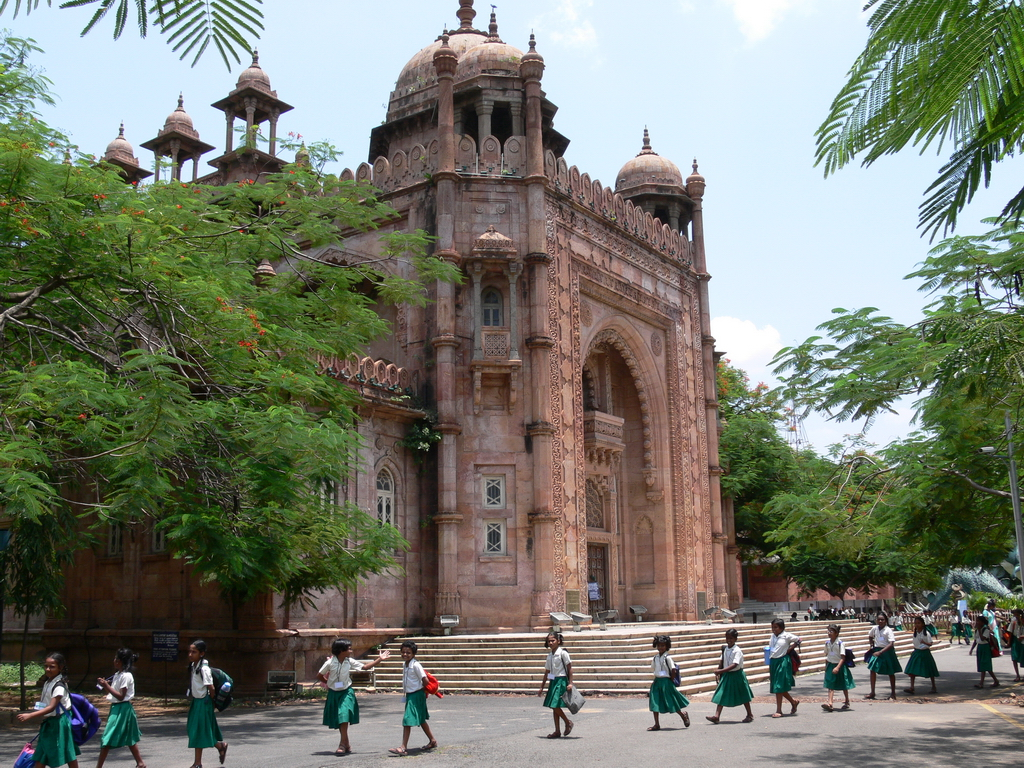
معرض الفنون الوطني

يُوجِد في تشيناي العديد من المتاحف والمعارض وَالمُؤَسِسَات الثقافيَّة الأُخرى، وَلَا يتطلب دَفع رسوم للدخول إلى الكثير مِنهَا، وتُعتبر مَنَاطِق جذب سياحي رئيسية، وتستضيف المدينة مهرجانين فنيين سنويًا،  ويُوجد فِيهَا أيضَا «متحف الحُكومة» الّذِي يُعتبر من أقدم المتاحف والمعارض الفنية في الولاية، و«المعرض الوطنيّ للفنون»،  الّذِي يعود تَارِيخ افتتاحه إلى أوائل القرن الثامن عشر.
يُدار «متحف القلعة» في «حصن سانت جورج» من «هيئة المسح الأثري للهند»،  ويحتوي أول علم هندي رُفع بَعد الاستِقلال في 15 أغسطس 1947.

### الموسيقى والفنون المسرحية

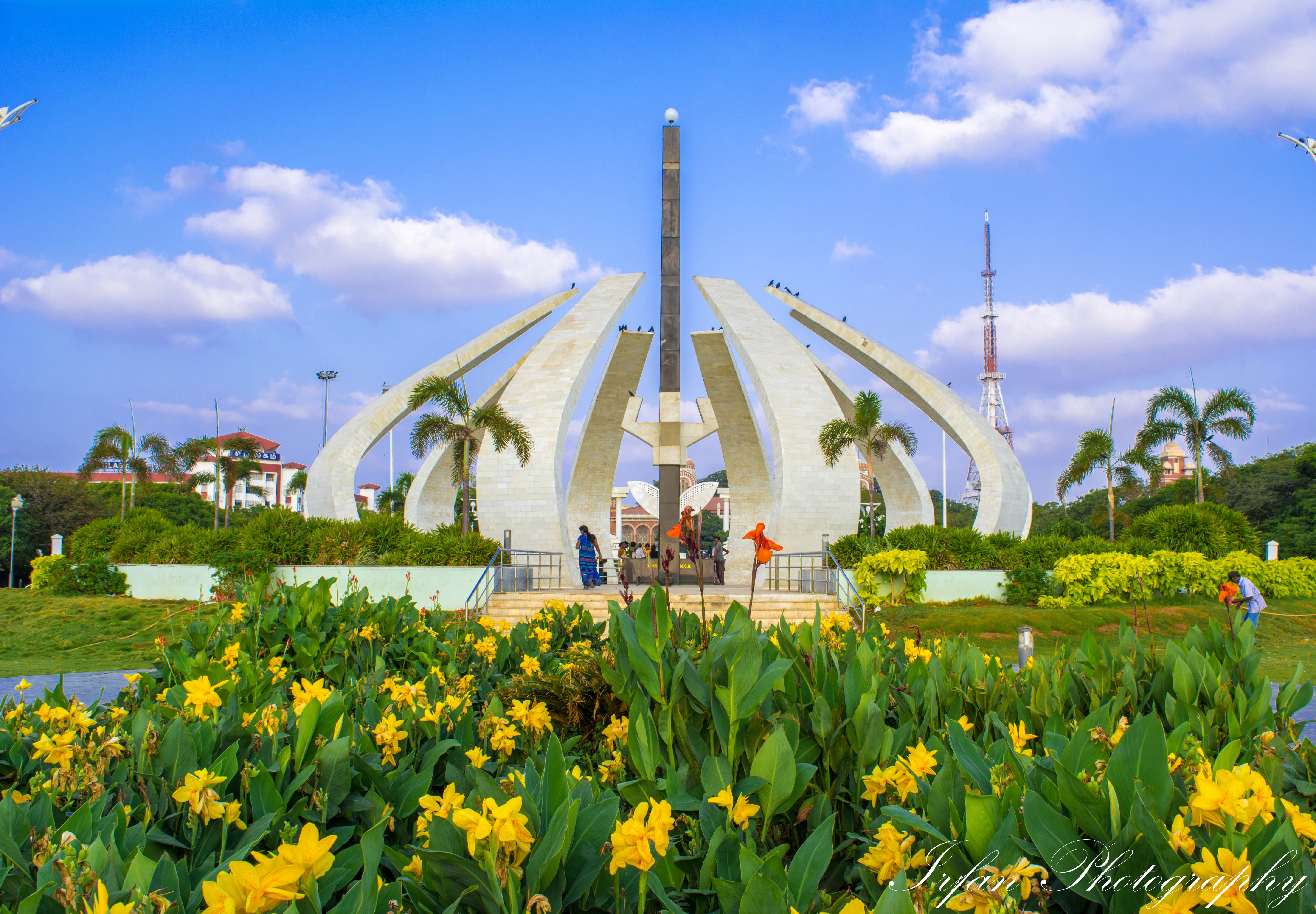
نصب مجمع جايالاليثا التذكاري على شاطئ مارينا في تشيناي

تُعتبر مَدِينَة تشيناي مركزًا رئيسيًا للموسيقى والفن والثقافة في الهند،  وتشتهر بعروض الرقص الكلاسيكي، وقد بَدَأت جامعة مدراس تَقديم دَورَة موسيقيَّة كجزء من منهج بكالوريوس الآداب في عام 1930 ولأول مرَّة في الهند،  وتحتفل المدينة بفعالية «موسم مدراس الموسيقيّ» في شهر ديسمبر، وكانت «أكاديميَّةً مادراس الموسيقيَّة» أول من أقام احتفال موسم مدارس المُوسيقى في 1927،  ويتميَّز الموسم بعروض موسيقى كارناتيك التقليديّة، ويُشارك فِيه العديد من الفنّانين من المدينة وحولها. وتُعد "جانا - (بالإنجليزية: Gaana)‏" المُوسيقى الشعبية الرَئِيسيّة في تشيناي، وهي مزيج من المُوسيقى الشعبية المُتنوعة.
يقام مهرجان فنون «تشيناي سانجامام» في تشيناي في يناير من كلّ عام، ويشتمل على الفنون المُختَلِفَة من تاميل نادو، ومن الوَلاَيات المُجاورة مِثل فن «كالاري» من ولاية كيرالا، وَهُو عامل جذب رَئِيسيّ،  ويأتي فن «بوكولام» من ولاية كيرالا، وَهُو شكل من أَشكَال الفنون، حيثُ يُستخدم فِيه الدقيق الملون لِإِنشاء أنماط وتصميمات مختلفة، وينتشر بكثرة في مهرجان أونام.
تُعتبر تشيناي من المراكز المهمة للرقص الكلاسيكي الهندي المعروف بِاِسم بهاراتاتيام، والّذِي يُعتبر أقدم فن رقص هندي، وقد نشأ في تاميل نادو،  وقد قدمت «مَجمُوعَة راقصين» من تشيناي رقصة بهاراتاتيام خِلال دَورَة الأَلعَاب الأولمبية الصيفية لعام 2012،  وقد أضافت اليونسكو مَدِينَة تشيناي في قَائِمَة شبكة المُدن الإبداعية في أكتوبر 2017 لتقليدها الموسيقيّ الّذِي يعود إلى قَبل مئة عام،  وَخِلَال موسم عيد الميلاد يُقَدَم بَعض الجوقات عروض ترانيم مختلفة باللُغتين التاميلية والإنجليزيَّة.

## منظر المدينة
تُقسم تشيناي إلى أربع مَنَاطِق واسعة الشمال والوسط وَالجَنُوب والغرب، وتُعتبر شَمَال تشيناي مِنطَقَة صناعية بشكل أساسي، وكانت جَنُوب وغرب تشيناي مَنَاطِق سكنية، وسُرعان مَا أصبَحَت موطنًا لعدد متزايد من شركات تكنولوجيّا المَعلُومَات وَالشّرِكات الماليَّة ومراكز الاِتِصَال، وتَشهد المدينة توسعًا سريعًا باتجاه الجنوب والغرب، أمَّا وَسَط تشيناي فهو مِنطَقَة سكنية، وفيها يقع الحي الماليّ.

## الاقتصاد
تتراوح التقديرات الأخيرة لاقتصاد «مِنطَقَة تشيناي الحضريّة» بأكملها من 78.6 إلى 86 مِليار دُولَار أمريكيّ (إجمالي الناتج المحليّ حسب تعادل القوَّة الشرائية)، ممَّا جعلها تحتل المرتبة الرابعة إلى السادسة من حيثُ اَلمِنطَقَة الحضريّة الأكثر إنتاجية في الهند،  ولتشيناي قاعدة صناعية واسعة في قطاعات السيَّارات والكُمبِيُوتَر والتِكنولوجيا وتصنيع الأَجهِزَة والرعاية الصحيّة، وكانت ثاني أكبر مصدر في الهند لتكنولوجيا المَعلُومَات وَخِدمات تعهيد العمليَّات التجاريَّة في 2012. واكتسبت لقب «ديترويت الهند» بسبب وُجُود جُزء كَبِير من صناعة السيَّارات في المدينة وضواحيها،  وتُعرف بِاِسم العاصِمَة الثقافيَّة لجنوب الهند،  وهي ثالث أَكثَر المُدن الهنديَّة زيارة من السياح الدوليين وفقًا ليورومونيتور. وهي مَوقِع «بورصة مدراس» رابع بورصة في الهند، وواحدة من أربعة بورصات معترف بِهَا بشكل دائم من «مَجلِس الأوراق الماليَّة والبورصة في الهند»، وثالث أكبر بورصة من حيثُ حجم التّدَاوُل، بَعد بورصة بومباي، وسوق الأوراق المالية الوطنية الهندية.
يعود تَارِيخ التَصنِيع في المدينة إلى القرن السادس عشر، عَندَمَا كَانَت مصانع النسيج تصنع وتُصدر بضائعها إلى البريطانييّن خِلال حربها مَع فرنسا، وتُعد تشيناي من أسرع المُدن نموًا فِي العَالم وفقًا لمجلة فوربس، وهي مصنفة ضمنَ قَائِمَة فوربس «أسرع 10 مُدن نموًا فِي العَالم»،  وتحتَلّ المرتبة الرابعة في استضافة أكبر عدد من «شركات فورتشن 500» في الهند، بَعد مومباي، ودلهي، وكلكتا، وهي موطن لعدد 24 شّركَة هنديَّة يبلغ صافي ثروتها أَكثَر من 1 مِليار دولار أمريكي، وَفِي المدينة 34,260 شّركَة في مناطقها الخمسة عشر، ويَبلغَ رأس المال المَدفُوع لعدد 5,196 شّركَة أَكثَر من «50 لاك روبية هندية».
لَدَى تشيناي قاعدة اقتصاديّة متنوعة تَرتَكِز على السيَّارات، وَخِدمات البرمجيات، وتصنيع الأَجهِزَة والرعاية الصحيّة، وصناعات الخِدمات الماليَّة. ومن المتوقع أن ينمو اقتصاد تشيناي إلى 100 مِليار دولار أمريكي بحلول عام 2025 وفقًا لاتحاد الصناعة الهنديَّة،  وهي مَدِينَة مهيأة للاستثمار الصناعي الرَئِيسيّ، حيثُ تَبلُغ قِيمَة الاِستِثمَارات في خط الأنابيب نَحو «1 لاك كرور روبية هندية» (وَاحِد تريليون)،  وصنفتها شبكة بحث المدن العالمية والعولمة كمدينة عالمية بتصنيف بيتا،  ويَعتمد تصنيف الشّبَكَة على مدى الوُصُول العالميّ والتأثير الماليّ. ويَقع مَقَر نَحو 400 شّركَة ماليَّة في تشيناي، 
تُعدّ تشيناي قاعدة لنحو 40% من صناعة السيَّارات في الهند، و45% من صناعة مكونات السيَّارات،  وتملّك العديد من شركات السيَّارات مصانع في تشيناي، ومنها «رويال انفيلد»، وهيونداي موتور، ومجموعة رينو، وبوش، ونيسان موتورز، وأشوك ليلاند، وياماها موتور، ودايملر، وكاتربيلر، وكوماتسو المحدودة، و«بهارات بنز»، وشركة فورد، وبي إم دبليو، وسيتروين، وميتسوبيشي موتورز،  ويُنتج «مصنع المركّبات الثقيلة» في «أفادي» مركبات عسكرية ومنها دبابة القتال الرَئِيسيّة الهنديَّة أرجون،  ويُنتج مصنع «إنتغرال كوتش فاكتوري» حافلات السكك الحديديَّة وَغَيرَهَا من معدات السكك الحديديَّة لصالح شّركَة السكك الحديديَّة الهنديَّة،  وتضُم مِنطَقَة «أمباتور-بادي» الصناعيّة مصانع منسوجات، وتُوجد «مِنطَقَة اقتصاديّة خاصة» لتصنيع الملابس والأحذية في الضواحي الجنوبيَّة للمدينة،  حيثُ تُسَاهِم تشيناي بأكثر من 50% من صادرات الجلود الهنديَّة.
ساهمت شركات البرمجيات في تشيناي بنحو 14% من إجمالي صادرات البرمجيات الهنديَّة البالغة «1,442,140 لاك روبية هندية» في 2006-07، وهي ثاني أكبر مَدِينَة مصدرة للبرمجيات بَعد بنغالور،  وكانت «حَدِيقَة تيدل» في تشيناي أكبر حَدِيقَة تكنولوجيّا معلومات في آسِيَا عِند تأسيسها،  وفيها مكاتب للعديد من الشّرِكَات البرمجية الكبرى.
تملك العديد من المؤسّسات الماليَّة البارزة مكاتب خلفية ومراكز عَمَليّات في تشيناي، ومنها البنك الدولي، ووبنك ستاندرد تشارترد، وايه بي ان امرو، ووبنك أوف أَمرِيكا، ورويال بنك أوف سكوتلاند، وغولدمان ساكس، وباركليز، وإتش إس بي سي، ومجموعة إي إن خي، وأليانز، وشركة ميتسوي سوميتومو المصرفية، وبنك إم يو أف جي، ووبنك أبو ظبي التِجَارِيّ، ووبنك التّنمِيَة الآسيوي، ووكريدي سويس، ووبي إن بي باريبا فورتيس، وإيرفنا، ودويتشه بنك، ووسيتي بنك،  وفيها يقع المقر الرَئِيسيّ لعدة بنوك تجاريَّة هنديَّة مِثل «البَنك الهندي»،  و«إنديان اوفرسيز بنك»،  ومن الشّرِكَات المصنعة للاتصالات والإلكترونيّات الموجُودة في تشيناي سامسونج، و«نوكيا سيمنز»، وموتورولا، ولينوفو، وديل، و«فورس10»، وويبرو، وفلكس، وسيمنز، وشكلت صادرات تشيناي الإلكترونيَّة نَحو 45% من إجمالي صادرات الهند في 2010-11، ممَّا جعلها أكبر مصدر إلكترونيّ في الهند،  وتملّك شركات أُخرى مُرَافِق بحث وتطوير في تشيناي ومنها شركات الاتّصالات إريكسون، وألكاتيل لوسنت، وشركة الأدوية فايزر، وشركة داو كيميكال للكيماويات، وتضُم حَدِيقَة «تيسيل بايو تك» في تراماني،  ومنتزه «جولدن جوبلي بايو تك» في سيروسيري،  شركات ومختبرات للتكنولوجيا الحيويَّة، وتملّك المدينة بورصة تُسمى بورصة مدراس. ويَقع «مجمع مَركَز التِجَارَة العالميّ» في بيرونجودي على الجانب الجنوبي من المدينة.
أظهرت دراسة أجراها «بنك الإسكان الوطنيّ» على مؤشر أسعار المساكن في المُدن الهنديَّة أن تشيناي شهدت أعلى نمو بَعد الأزمة الماليَّة في 2007-2008،  وتُشكل «السياحة الطبيَّة» جُزء مهم من اقتصاد تشيناي، حيثُ يصل نَحو 45% من إجمالي السياح الطبيين في الهند إلى تشيناي،  ومن الجوانب المهمة الأُخرى للصناعة في المدينة صناعة التلفزيون والسينما التاميلية،  وَفِي 2019 استضافت تشيناي «اِجتِمَاع المستثمرين العالميّ» وَهُو عِبَارَة عَن قِمّة أَعمَال نظمتها «حكومة تاميل نادو»،  وتحتَلّ تشيناي المرتبة السادسة بَين المُدن الهنديَّة الّتِي تُعدّ موطنًا للأثرياء في البلاد،  وهي ثالث أكبر سوق للسيّارات الفاخرة في الهند.

### البنوك والتمويل

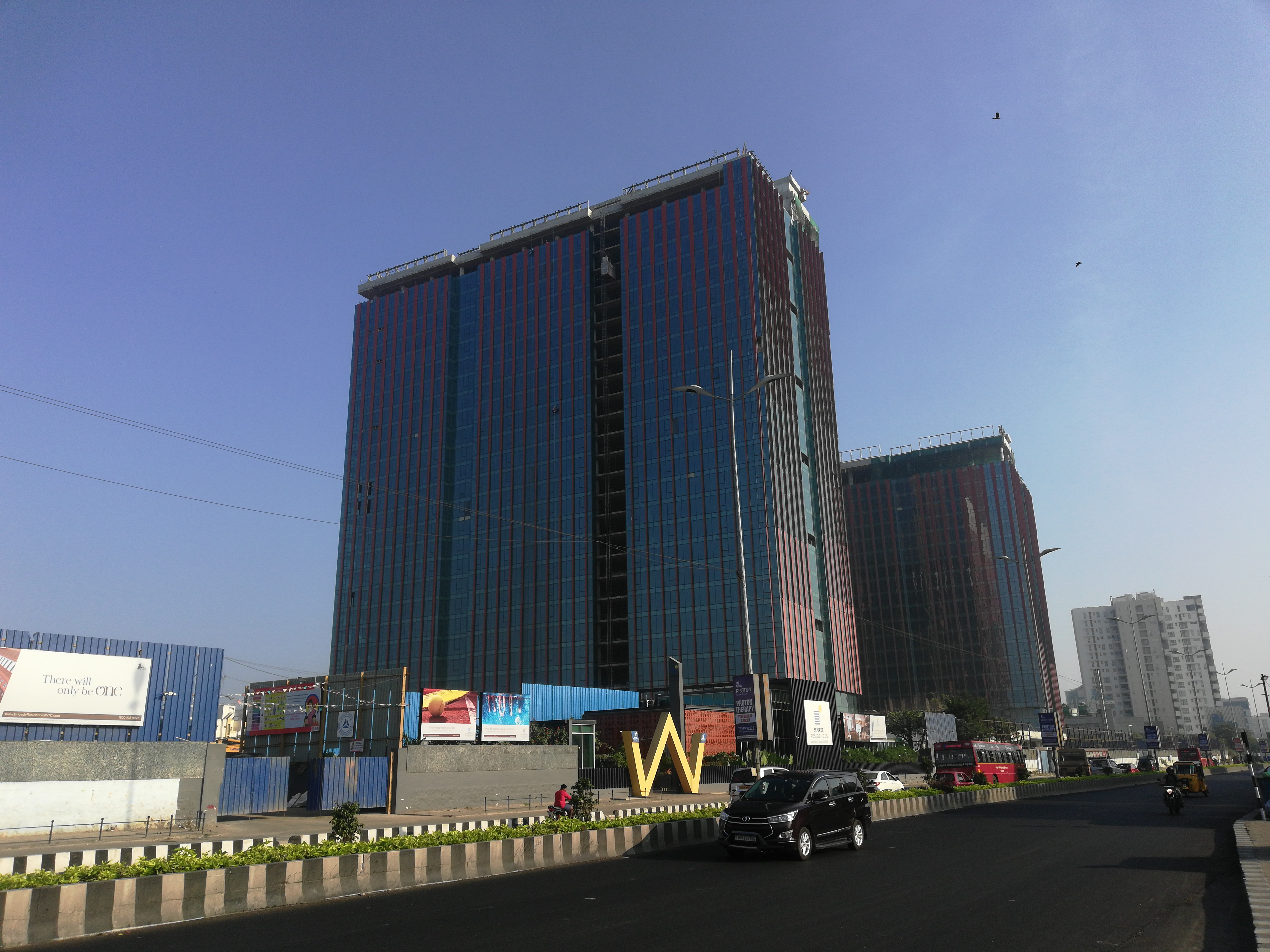
أبراج مركز التجارة العالمي

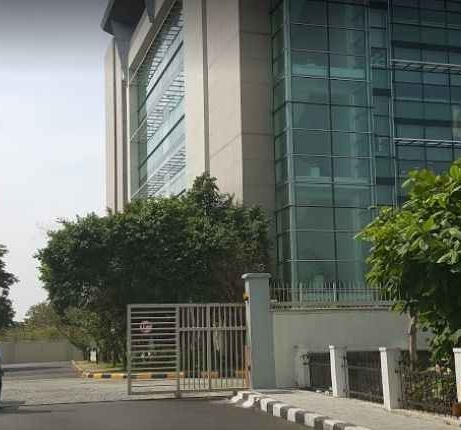
مكتب البنك الدولي في تشيناي

حصلت تشيناي على المَركَز الثالث في تصنيف بنك الاحتياطي الهندي لمراكز الإيداع والائتمان على الصّعِيد الوطنيّ في يونيو 2012، بَدَأت «ناتوكوتاي تشيتيارز» أو ناجاراثارس [الإنجليزية] في تَقديم الخِدمات المصرفيّة لسكان المدين قَبل ظهور البنوك التجاريَّة الحديثة، وتُركَّزَ عملهم بشكل رَئِيسيّ في «حي جورج تاون» والمناطق المحيطة بِه، وقدموا القروض، وتلقوا الودائع الماليَّة من الجمهور، وقدموا القروض للمزارعين. تَقعُ العديد من المَكَاتِب المصرفيّة في «مبان تراثية» تعود إلى الحقبة الاستعماريَّة، وتتجمع بشكل رَئِيسيّ حول «طَرِيق راجاجي» في جورج تاون. تأسس بنك مدارس [الإنجليزية] في 21 يونيو 1683 في تشيناي، وَهُو أول نِظَام مصرفي على النمط الأوروبيّ في الهند، وقد تأسس قَبل نَحو قرن من تَأسِيس البنوك التجاريَّة الأولى في تشيناي مِثل «بنك هندوستان» الّذِي تأسس في 1770, و«البَنك العَام الهندي» الّذِي تأسس في 1786،  أوصت «اللّجنَة الماليَّة البريطانيَّة» بتشكيل بنك حكومي، وبناءًا على هَذِه التوصية بدأَ بنك مدارس الّذِي كَان يُعرف آنذاك بِاِسم «البَنك الحكوميّ» في العَمَل مرَّة أُخرى في 1806، وَفِي 1843 اندمج مَع «بنك كارناتيك» (1788)، و«بنك مدراس البريطانيّ» (1795)، و«البَنك الآسيوي» (1804) ليُعرف بَعد الاندماج بِاِسم «بنك مدراس» وأصبح أحد البنوك الرئاسيَّة الثلاثة في الهند، وَفِي عام 1921 اندمجت البنوك الرئاسيَّة الثلاثة (بنك مدارس، وبنك البنغال، وبنك بومبا) لتشكيل «البَنك الإمبراطوريّ الهندي» والّذِي أصبَح في 1955 بنك الدّولَة الهندي.
تشيناي هي المقر الرَئِيسيّ «للبنك الهندي» و«البَنك الهندي لَمّا وراء البحار» و«بنك بهارات أوفرسيز» الّذِي اندمج مَع البَنك الهندي لَمّا وراء البحار في عام 2007،  وَفِي تشيناي يقع مَكتَب اَلمِنطَقَة الجنوبيَّة التابع لبنك الاحتياطي الهندي، و«مَركَز التّدرِيب الإقلِيميّ»، و«كلية موظَّفي البَنك الاحتياطي»،  وتضُم المدينة أيضًا المكتب الخلفي الدائم للبنك الدوليّ، وَهُو أحد أكبر المباني المملوكة للبنك خارج مقره الرَئِيسيّ في واشنطن العاصمة،  ويتعامل «مَكتَب تشيناي» مَع خِدمات البَنك الدوليّ الماليَّة والمحاسبية والإداريَّة وتكنولوجيا المَعلُومَات، بِالإضافة إلى العديد من «عَمَليّات القِيمَة المضافة» الّتِي كَان التعامل معها محصورًا في مكتبه في واشنطن العاصِمَة في وَقت سابق، والعَمَل التحليلي للبنك في تقييم السندات. اِفتَتَح «بنك سيلان» فرعه في مدارس في 31 أكتوبر 1995، كأول بنك سريلانكي في الهند.

## البنية التحتية

### الاتصالات
ترتبط تشيناي مَع ثلاث مُدن هنديَّة أُخرى وهي مومباي وكوتشي وتوتيكورين، ببقية العَالَم بكابلات ألياف تحت البَحر، وهي نقطة هبوط شبكات كبلات الاتّصالات البحريَّة الرَئِيسيّة مِثل سي مي وي 4 الّذِي يربط الهند بأوروبا الغَربيَّة والشّرق الأوسَط وجنوب شَرق آسِيَا، وكابلي «تي آي سي» و«آي تو آي» اللذان يربطان الهند بسنغافورة، وكابل «بي بي جي» الّذِي يربط الهند مَع سلطنة عمان، وماليزيا، والإمارات، وسريلانكا، وكابل «بريكس جروب» الّذِي يربط الهند بالبرازيل، وروسيا، والصين، وجنوب إفريقيا، ويتكوَّن كابل «آي تو آي» من 8 أجزاء من الألياف، ويَبلغَ طوله 3175 كيلومتر، ويتميَّز بأكبر سعة فِي العَالم تَبلُغ 8.4 تيرابت في الثانيَّة. وَفِي ديسمبر 2019 بدأَ العَمَل في مد كابل بحري بطول 2,300 كيلومتر (1,400 ميل) للربط بَين جَزَر أندامان ونيكوبار والبر الرَئِيسيّ للهند عبر تشيناي، بسرعة 100 جيجابت/ثانية،  وَفِي 10 أغسطس 2020 اِفتَتَح رَئِيس الوُزراء «ناريندرا مودي» الكابل.
توفر ثماني شركات شبكات جي إس إم في تشيناي وهي «ايرتل»، و«ايرسل»، و«بي إس إن إل»، و«فودافون»، و«تاتا دوكومو جي إس إم»، و«آيديا وريلاينس جي إس إم»، وثلاث شبكات سي دي إم إيه وهي «إم تي إس»، و«ريلينسي سي دي إم إيه»، و«تاتا دوكومو سي دي إم إيه»، ويُوفِر جَمِيع المشغلين اتصالات الإنترنت عبر الهَاتِف المَحمُول من الجيل الثاني، ويُوفِر بَعض المشغلين الجيلين الثالث والرابع، وتُقَدَم أربع شركات خطوط الهَاتِف الأرضية،  وَخِدمات الإنترنت ذَات النطاق العريض، وكَانَت تشيناي أول مَدِينَة هنديَّة تستخدم خِدمَة الإنترنت اللاسلكي على نطاق واسع،  وبحلول عام 2010 بلغَ عدد مستخدمي الهَاتِف المَحمُول في تشيناي 9.8 مليُون مُستَخدم،  وَفِي عام 2010 كَانَت تشيناي رابع أكبر مَدِينَة هنديَّة من حيثُ عدد مستخدمي الإنترنت (2.2 مليُون مستخدم)،  وَفِي 2018 تصدرت المدينة سرعة النطاق العريض بَين المُدن الهنديَّة، حيثُ بَلَغَت أعلى سرعة تنزيل مسجلة 32.67 ميجابت/ثانية.

### الطاقة

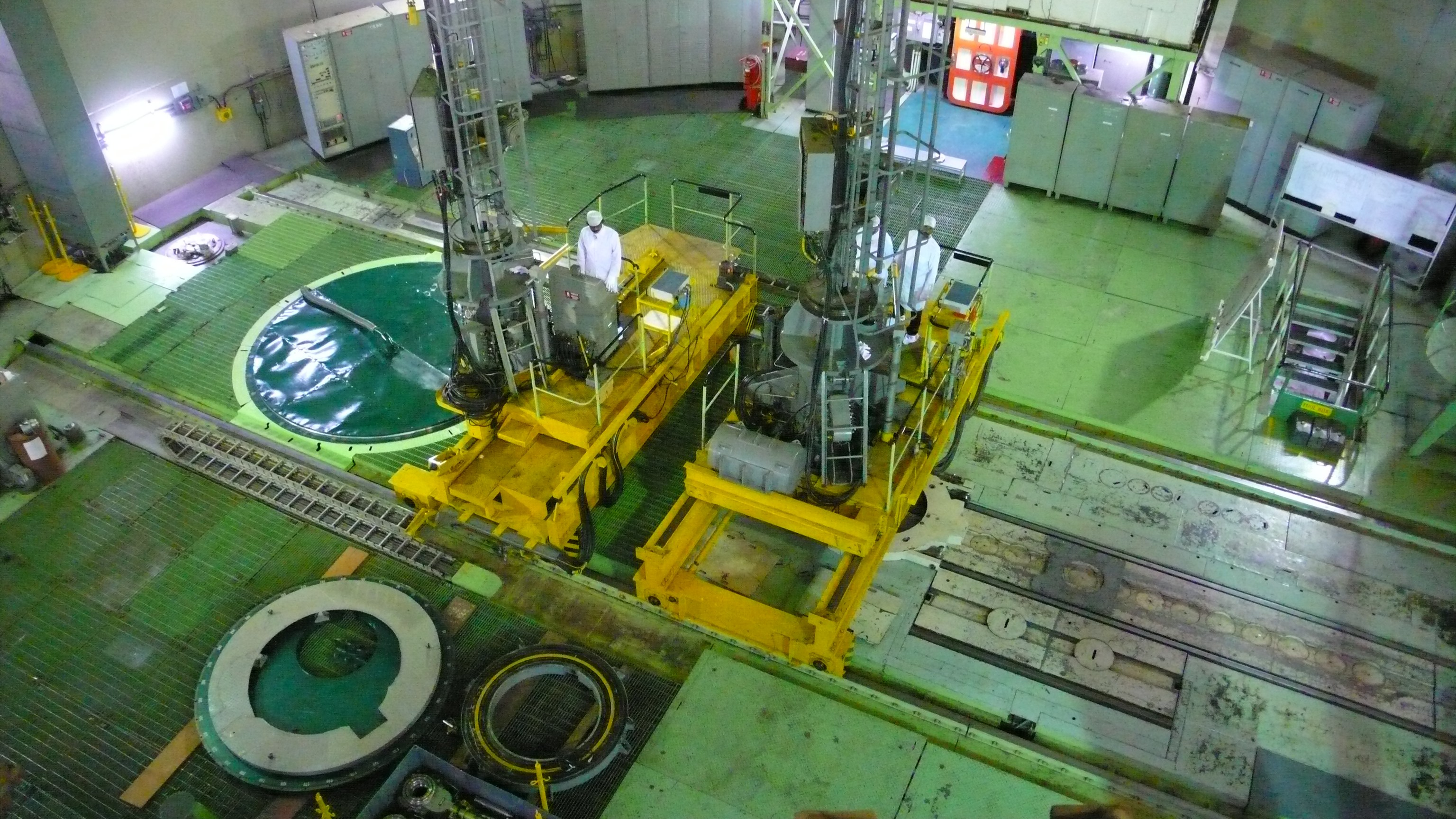
محطة مدراس للطاقة الذرية

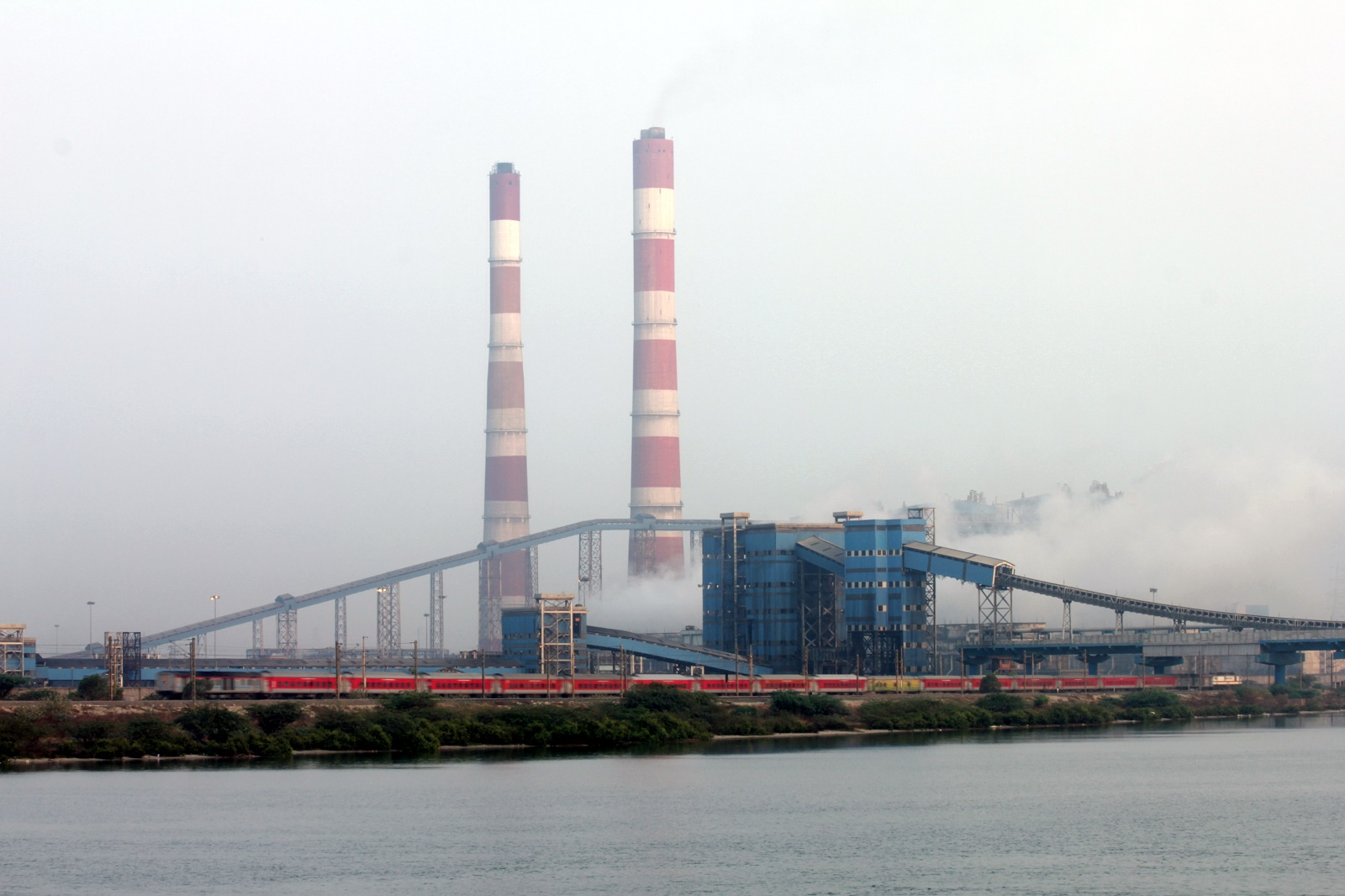
محطة فالور الحرارية للطاقة

تستهلك تشيناي حوالي 20% من الكهرباء في ولاية تاميل نادو، بحسب «شّركَة تاميل نادو للتوليد والتوزيع المحدودة» في 2013، وتبلغ ذروة الطّلَب المسائي للمدينة 1,500 ميجاواط (2,000,000 حصان)، أي حوالي 50% من ذروة الطّلَب المسائي للولاية البالغة 3,000 ميجاواط (4,000,000 حصان)، وتبلغ نسبة استهلاك القِطَاع الصناعي نَحو 37% من استهلاك المدينة، وتبلغ نسبة القِطَاعَات الأُخرى كالتالي: القِطَاع المحليّ (30%)، والقِطَاع الزراعي (18%)، والقِطَاع التِجَارِيّ (11.5%)، يبلغ استهلاك الطاقة ذروته لمدَّة أربعة أشهر بَين شهري مايو وأغسطس، ويُكوّن أعلى استهلاك في المدينة في فصل الصيف في شهر يونيو، حيثُ استهلكت المدينة في 20 يونيو 2013 نَحو 52,785 مليُون وَحدة. ومن محطَّات الطاقة الرَئِيسيّة في تشيناي «محطّة شَمَال تشيناي الحراريّة للطاقة»، ومحطة توليد الطاقة بالديزل «جي إم آر فاسافي»، ومحطة الطاقة الحراريّة «إينور»، ومحطة الطاقة التوربينية الغازيّة «باسين بريدج»، و«محطّة مدراس أتوميك باور»، و«مَشرُوع فالور للطاقة الحراريّة.».
بحسب بيانات عام 2014، بلغَ الاستهلاك اليوميّ للطاقة في تشيناي نَحو 38.3 مليُون وَحدة (3.83 كرور)، وبلغ الاستهلاك السنوي نَحو 14 مِليار وَحدة (1400 كرور)، ويَبلغَ متوسط استهلاك الطاقة في الساعة في المدينة نَحو 2000 إلى 3000 ميغاواط،  وعانت المدينة من زِيادَة الطّلَب وانقطاع التيار الكهربائي المجدول لعدة سنوات حتَّى نهاية عام 2014.
تستهلك مصابيح الكهرباء في شوارع تشيناي البالغ عددها 248 ألف مصباح،  نَحو 27 ميجا وات بحسب بيانات عام 2016، وتبلغ تَكلِفَة استهلاكها نَحو 60 مليُون روبيه هنديَّة شهريًا، 

### الرعاية الصحية

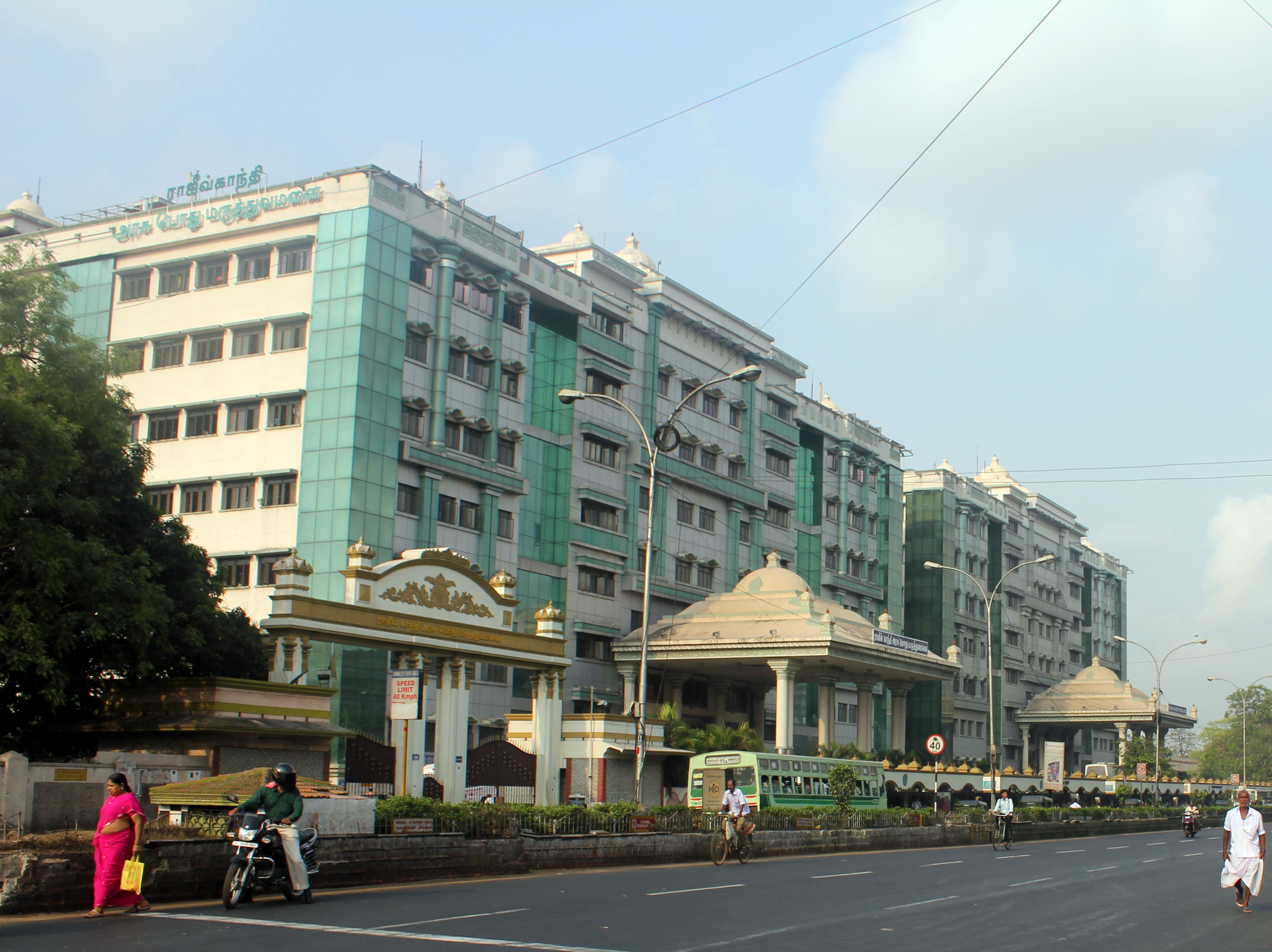
مستشفى حكومي عام

تمتك تشيناي مُرَافِق طبية عالمية المُستَوى من المُستشفيات الحكوميَّة والخاصّة، وتشمل المُستشفيات المدعومة من الحُكومة «المُستشفى العَام»، و«معهد أديار للسرطان»، و«مصحة السل»، و«المَعهَد الوطنيّ في سيدها» الّذِي يُعتبر من المؤسّسات التعليميّة الوطنيَّة العليا المُتميزة بنظام الطب الهندي والأيورفيدا،  تَشمَل المُستشفيات الرَئِيسيّة في تشيناي «مستشفيات أبولو»، و«مستشفى أبولو التخصصي»، و«مستشفى كلية الطب إس آر إم»، و«مَركَز الأبحاث»، و«مَدِينَة تشيتيناد الصحيّة»، و«مستشفيات إم آي إو تي»، و«كلية سري راماشاندرا الطبيَّة»، و«معهد الأبحاث»، و«مستشفى فورتيس مالار»، و«مستشفيات ليفلاين»، و«فاسان للرعاية الصحيّة»، و«مستشفيات الدكتور ميهتا». تجذب تشيناي نَحو 45% من السياح القادمين للعلاج من خارج الهند، ونحو 30% إلى 40% من السياح الهنود القادمين من داخل الهند للعلاج في تشيناي، وقد سميت المدينة «بالعاصِمَة الصحيّة للهند».
بلغَ عدد الأسرة في مستشفيات تشيناي أَكثَر من 12,500 سرير،  مِنهَا نَحو 5000 سرير في مستشفيات القِطَاع الخاصّ، وأكثر من 6000 سرير في مستفيات القِطَاع العَام،  وتبلغ نسبة عدد الأسرة إلى عدد السكان 2.1 سرير لكل 1000 شخص، وهي أعلى نسبة في الهند، حيثُ يبلع المعدل الوطنيّ سرير وَاحِد لكل 1000 شخص، بينما تحدد معايير منظمة الصحة العالمية ثلاثة أسرة لكل 1000 شخص.

### إدارة المخلفات
تنتج المدينة نَحو 4500 طن من القمامة كلّ يوم، وتُشكل النفايات البلاستيكية نَحو 10% مِنهَا (429 طن)،  وتُنَقل هَذِه النفايات إلى ثلاث ساحات مخصصة، تتراوح مساحاتها من 20 أكر (8 ها) إلى 100 أكر (40 ها). وتخطط المدينة لإغلاقها وإنشاء ساحات جديدة خارج المدينة، وتنفق الهيئة المدنيّة نَحو «400 كرور روبية» سنويًا على إِدَارَة النفايات الصلبة.

## السياحة والضيافة

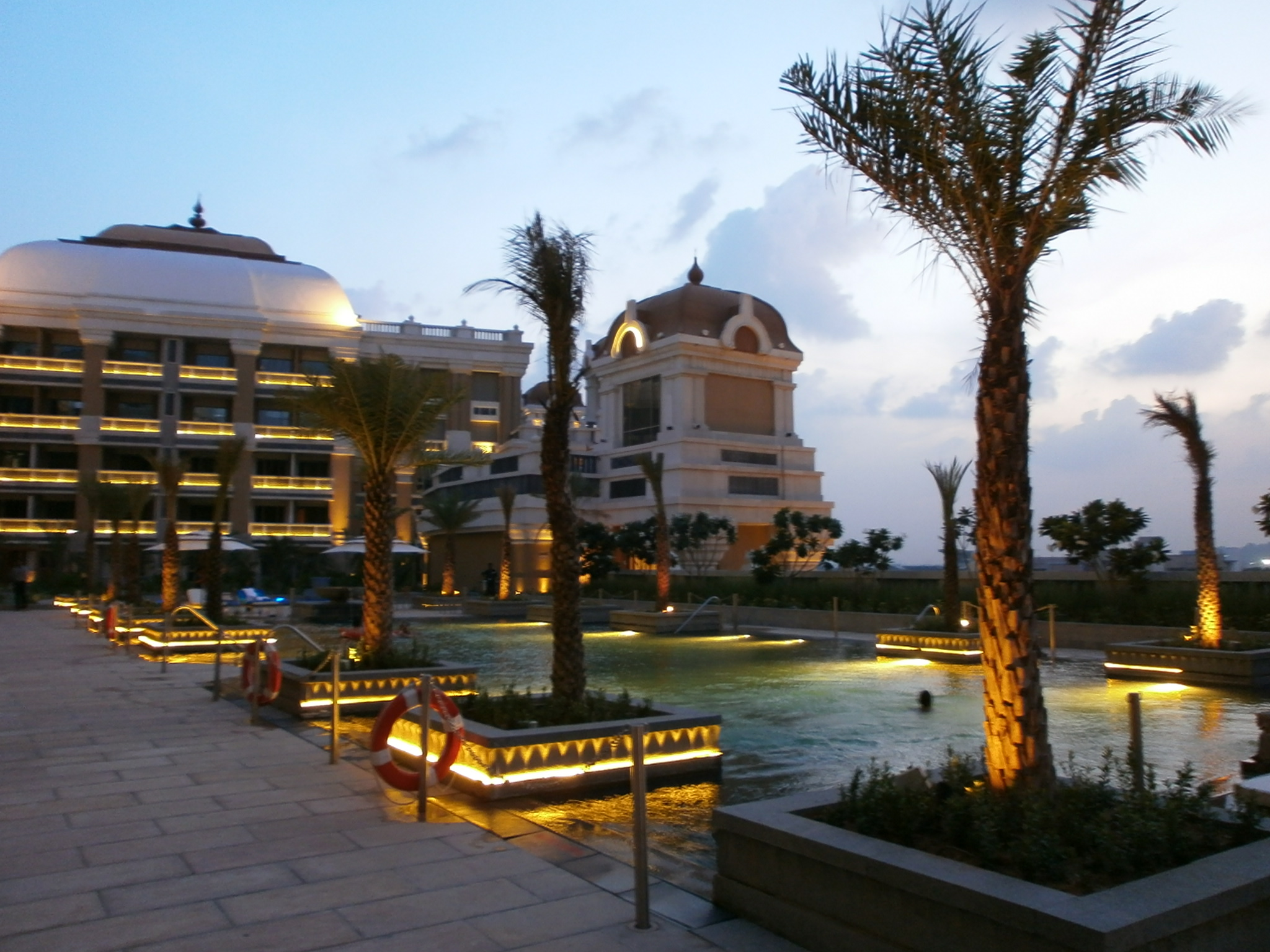
«فندق آي تي سي غراند تشولا» في تشيناي، أكبر فندق في جنوب الهند.

تشتهر تشيناي بمعابدها وشواطئها ومراكزها ذَات الأهميَّة التاريخيَّة وَالثّقافِيّة، وتُعد من أَكثَر المُدن زيارة في الهند، حيثُ تعمل كبوابة إلى الجزء الجنوبي للهند، حيثُ يهبط السياح فِيهَا ثم ينطلقون لزيارة باقي المناطق، وَفِي 2009 كَانَت الأكثر زيارة من السياح الأجانب من بَين المُدن الهنديَّة، وَفِي 2014 كَانَت ثالث أكبر مَدِينَة هنديَّة من حيثُ عدد إصدار تأشيرات الوُصُول،  وَفِي عام 2011 بلغَ عدد زوَّار المدينة من الهند وخارج الهند نَحو 3,174,500 سائح، بزيادة 14% عَن العَام السّابِق،  وَكَان شهر مارس 2011 الأكثر زخمًا، حيثُ وصل عدد السياح الداخلين إلى المدينة 830,620 سائح،  ومن أَكثَر الجنسيّات زيارة لتشيناي سريلانكا، وماليزيا، وسنغافورة، والمملكة المتَّحدة، وفرنسا، والوَلاَيات المتَّحدة، وَفِي 2015 استقبلت المدينة 4,243,700 سائح أجنب لتصبح المدينة 43 من بَين المُدن الأكثر زيارة فِي العَالم من قَبل السياح الأجانب، وثالث أَكثَر مُدن الهند زيارة بَعد دلهي ومومباي، وبحسب بيانات 2012 تملك المدينة 21 فندق فاخر من فئة الخُمُس نجوم، وأكثر من 4500 غرفة،  ويَبلغَ عدد الغرف الفاخرة في فئتيّ الأَربَع والخُمُس نجوم نَحو 7 ألف غرفة بحسب بيانات 2018.

### الترفيه

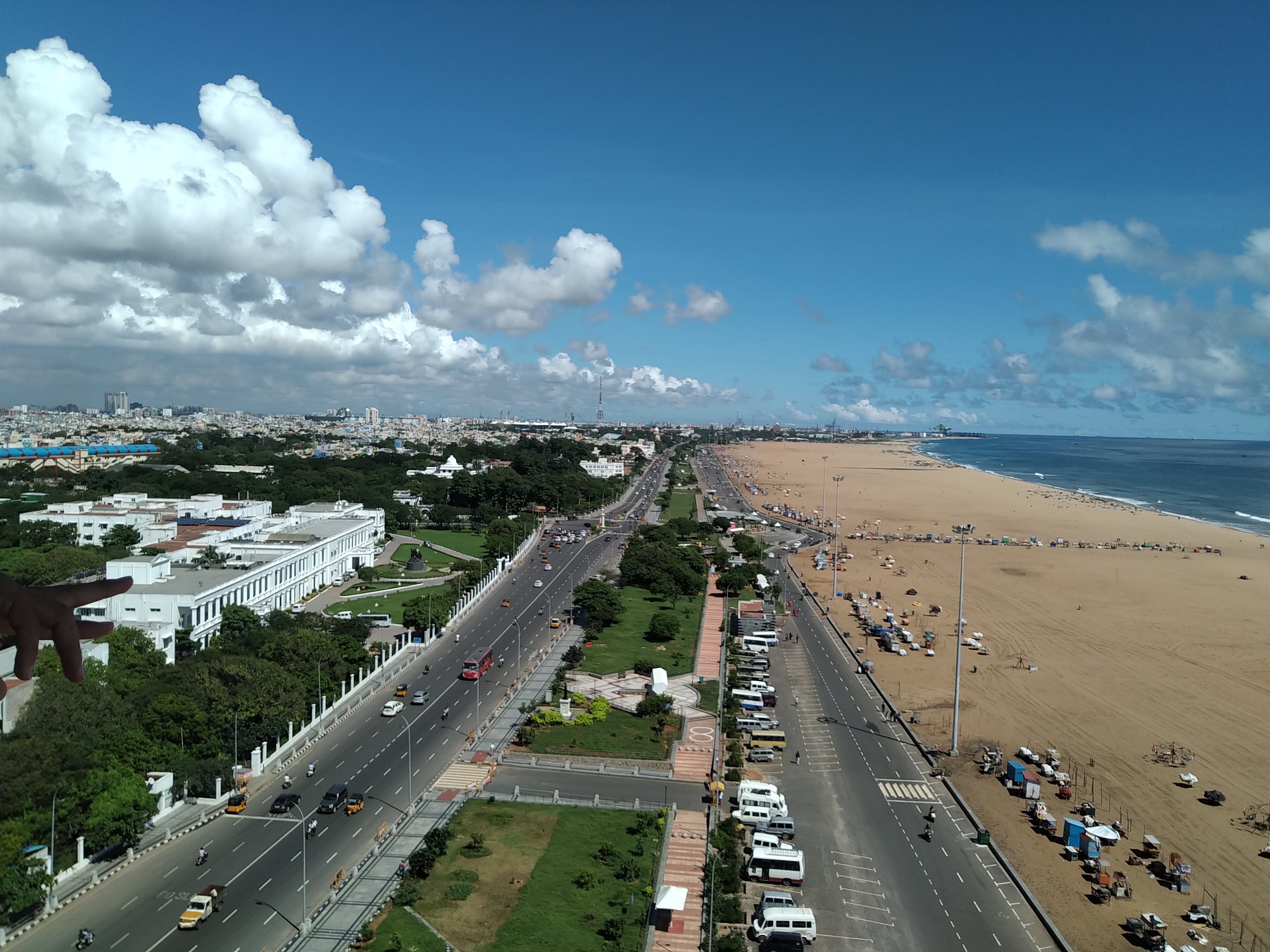
يُعد «مارينا بيتش» من معالم المدينة

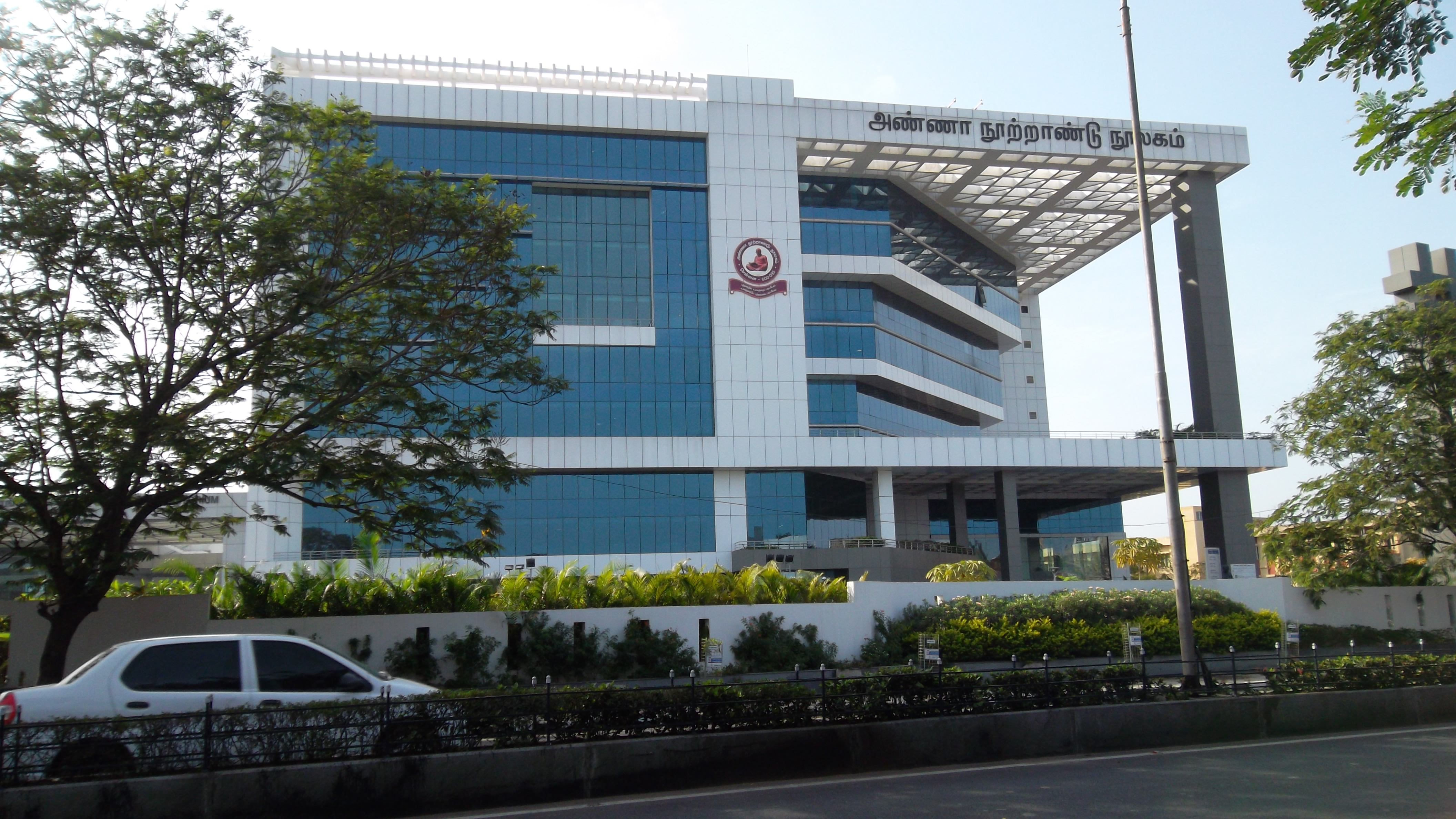
«مكتبة آنا المئوية» من أكبر المكتبات في آسيا

تُمِثل تشيناي قاعدة السينما التاميلية، ويُطلق عَلَيهَا «كوليوود» إشارة إلى «حي كودامباكام» حيثُ تتواجد استُوديُوهات الأَفلام،  مِثل «إيه في إم برودوكشنز» أقدم استوديو أفلام في الهند،  ويُوجد في تشيناي 120 شاشة سينما ومجمع سينمائي بحسب بيانات 2012، ومنها «ساتيام»، و«ديفي»، و«ماياجال»،  وتعرض «شبكة المسرح الموسعة» في تشيناي العديد من المسرحيَّات التاميلية والعديد من أنواع الفن المَسرَحِي مِثل الهجاء السياسيّ، والكوميديا التهريجية، والتَّاريخ، والأساطير، والدراما. تحظى المسرحيَّات الإنجليزيَّة بشعبية في المدينة، بجانب المسرحيَّات التاميلية الأكثر شيوعًا.

### الاستجمام
تُشكِل حدائق الحَيوانات والشواطئ ومتنزهات الحَيَاة البرية مَنَاطِق الاستجمام الرَئِيسيّة في المدينة، ويَبلغَ طُول ساحلها أَكثَر من 19 كيلومتر (12 ميل)، ويمتدّ «مارينا بيتش» 6 كيلومتر (3.7 ميل) بَين «دلتا كوم» و«أديار»، وَهُو ثاني أطول شاطئ حضري فِي العَالم،  ويَقع «شاطئ إليوت» جَنُوب دلتا أديار، ويَقع «شاطئ كوفلونج» على طُول «ساحل كوروماندال»،  وتقع «مدراس كروكودايل بانك ترست» على بَعد 40 كيلومتر (25 ميل) جَنُوب المدينة، وهي حَدِيقَة للحيوانات الزاحفة، تَبلُغ مساحتها 8.5 أكر (3.4 ها)، وبلغ عدد زوارها في 2007 أَكثَر من 450 ألف زائر، وفيها أكبر مجموعات للزواحف فِي العَالم، وتُربي 14 نوعِ من أصل 23 نوعِ من أنواع التماسيح والقاطور،  وتُعتبر حَدِيقَة حيوان «أرينار آنا» من أكبر حدائق الحيوان فِي العَالم، وتجذب سنويًا نَحو 2 مليُون زائر،  وتُعتبر «حَدِيقَة جيندي الوطنيَّة» مِنطَقَة محمية في تاميل نادو، ويُوجد بِهَا حَدِيقَة لِلأَطفَال وحديقة ثعابين، وحصلت على اعتراف قَانُونِي كونها حَدِيقَة حيوانات مُتَوَسِطَة من «هيئة حَدِيقَة الحَيوانات المركزيَّة» في الهند في عام 1995،  تَبلُغ مِسَاحَة الغطاء الأخضر في المدينة نَحو 4.5% من مِسَاحَة المدينة،  ويَبلغَ نصيب الفرد من المساحات الخضراء في تشيناي «0.41 متر مربع»، وَهُو الأقل في الهند،  وتُعتبر «ثولكابيا بونجا» أكبر حَدِيقَة في المدينة، وتبلغ مساحتها 358 أكر (145 ها)،  وتُعد «سيمولي بونجا» حَدِيقَة نباتية تَبلُغ مساحتها 20 أكر (8.1 ها)، وهي مَملُوكَة لإدارة البستنة وتقع في وَسَط المدينة.
تضم تشيناي العديد من المتنزّهات الترفيهيَّة مِثل «إم جي إم ديزي وورلد»، و«لاند كوينز»،  وتخطط ملاهي «ووندرلا» لفتح مَدِينَة ملاهي في عام 2017،  ومن المراكز الترفيهيه الأُخرى «جيمخانا كلوب» الشهير بملاعب الجولف المكونة من 18 حفرة، و«مدراس بوت كلوب» الّذِي تأسس في عام 1867، ويُعد ثاني أقدم نادي تجديف هندي.

### التسوق
يُوجِد في تشيناي العديد من مَرَاكِز التسوق، كونها مَركَز تكنولوجيّا المَعلُومَات في الهند،  ومن أبرزها «اكسبريس افينيو»، و«سيتي سنتر»، و«أبيرامي ميجا مول»، و«سبنسر بلازا»، و«أمبا سكاي ووك»، و«فينيكس ماركت سيتي»، و«فوروم فيجايا مول»،  وتُساهم تشيناي في سوق الذهب في الهند بنِسبَة 45% من إجمالي الاستهلاك الوطنيّ السنوي البالغ 800 طن،  وهي أيضًا قاعدة لعمليات الهند التّابِعَة لِمَجلِس الذهب العالميّ، وتتركز صناعة التجزئة في المدينة بشكل رَئِيسيّ في «تي ناجار»،  وفقًا لِتَقرير «الشوارع الرَئِيسيّة عبر العَالَم» لعام 2012 الّذِي يعده «كوشمان آند ويكفيلد»، فَقَد احتل «شارع خضر نواز خان» في نونجامباكام المرتبة العاشرة في قَائِمَة «أعلى 10 أسواق تجزئة نموًا فِي العَالم»، مَع قفزة بنِسبَة 36.7% في الإيجارات.

## النقل

### النقل الجوي

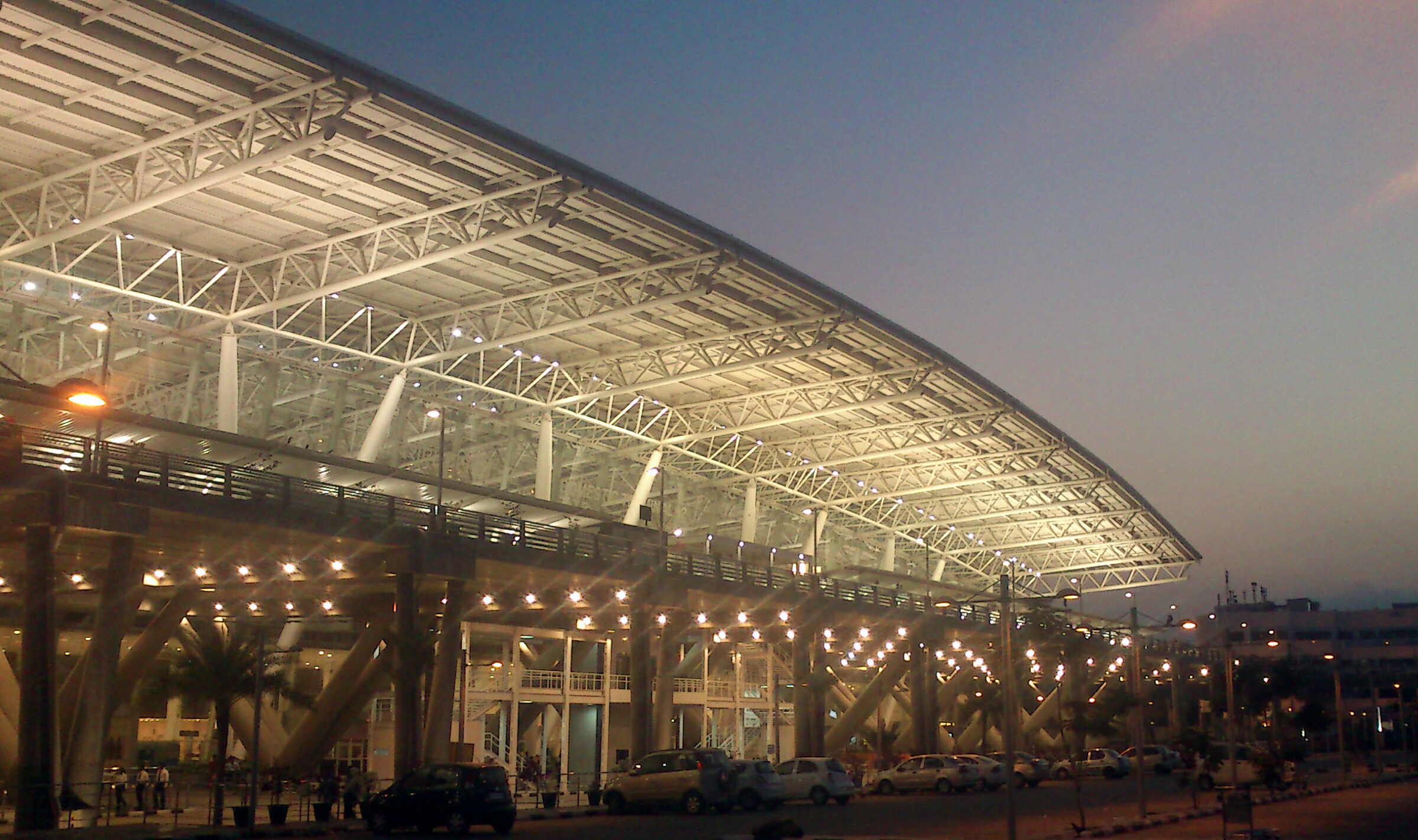
مطار تشيناي الدولي

مطار تشيناي الدولي هُو المطار الرَئِيسيّ في المدينة، ويُعد رابع أَكثَر المطارات ازدحامًا في الهند من حيثُ حَرَكَة الركاب بَعد مطارات نيودلهي، ومومباي، وبنغالورو، وَفِي 2013-2014 تعامل المطار مَع نَحو 15.2 مليُون مسافر،  ويُعد ثالث أَكثَر المطارات من حيثُ عدد الركاب الدوليين، بَعد مطار أنديرا غاندي، ودلهي، تشاتراباتي شيفاجي، ومومباي. ويتعامل المطار مَع 400 رحلة جوية في اليوم، وترتبط المدينة بالمحاور الرَئِيسيّة في جَمِيع أنحاء آسِيَا وأوروبا والشّرق الأوسَط وإفريقيا عبر أَكثَر من 30 شّركَة نَقل وَطَنِيّة ودولية.
تعمل السُلطات على إضافة توسعة للمطار تَبلُغ مساحتها 1,069.99 أكر (433.01 هكتار)، في حِين تعمل على بِنَاء مطار جَدِيد بتكلفة 2000 كرور روبية هنديَّة في مِنطَقَة سريبيرومبودور على مِسَاحَة 4,200 أكر (17 كيلومتر مربع)،  للتعامل مَع حَرَكَة نَقل البضائع.

### السكك الحديدية

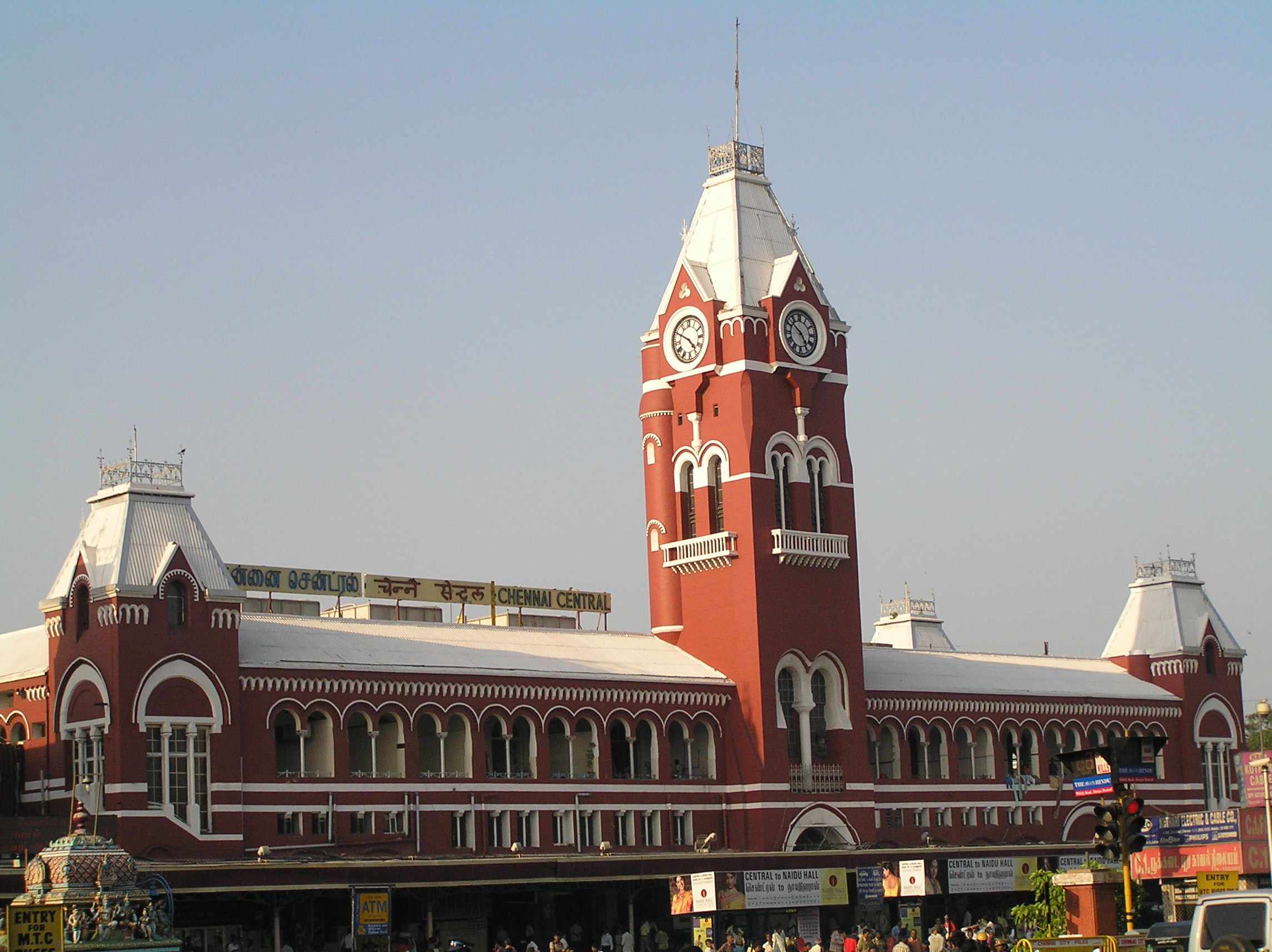
محطة تشيناي المركزية

تستضيف تشيناي مَقَر «السكك الحديديَّة الجنوبيَّة» الرَئِيسيّ، ويُوجد بِهَا أربع محطَّات سكك حديدية رئيسيَّة وهي «تشيناي سنترال»، و«تشيناي إغمور»، و«تشيناي بيتش»، و«تامبارام»، حيثُ توفر «تشيناي سنترال» الوُصُول إلى جَمِيع أنحاء البلاد، وتُعد الأكبر في المدينة،  بينما توفر «تشيناي إغمور» الوُصُول إلى مُختلف الوجهات داخل «تاميل نادو» بشكل أساسي، وتتعامل مَع عدَّة قطارات بَين الوَلاَيات،  وتُسهل شبكة السكك الحديديَّة في «ضواحي تشيناي» النّقل داخل المدينة، وتُعد من أقدم شبكات السكك الحديديَّة في البلاد، وتتكوَّن من أربعة قطاعات واسعة تنتهي في موقعين وهما «تشيناي سنترال» و«تشيناي بيتش»، ويربط القِطَاع الرابع بَين «تشيناي بيتش» وفيلاتشيري ويتصل ببقية شبكة السكك الحديديَّة.

### مترو السكك الحديديَّة

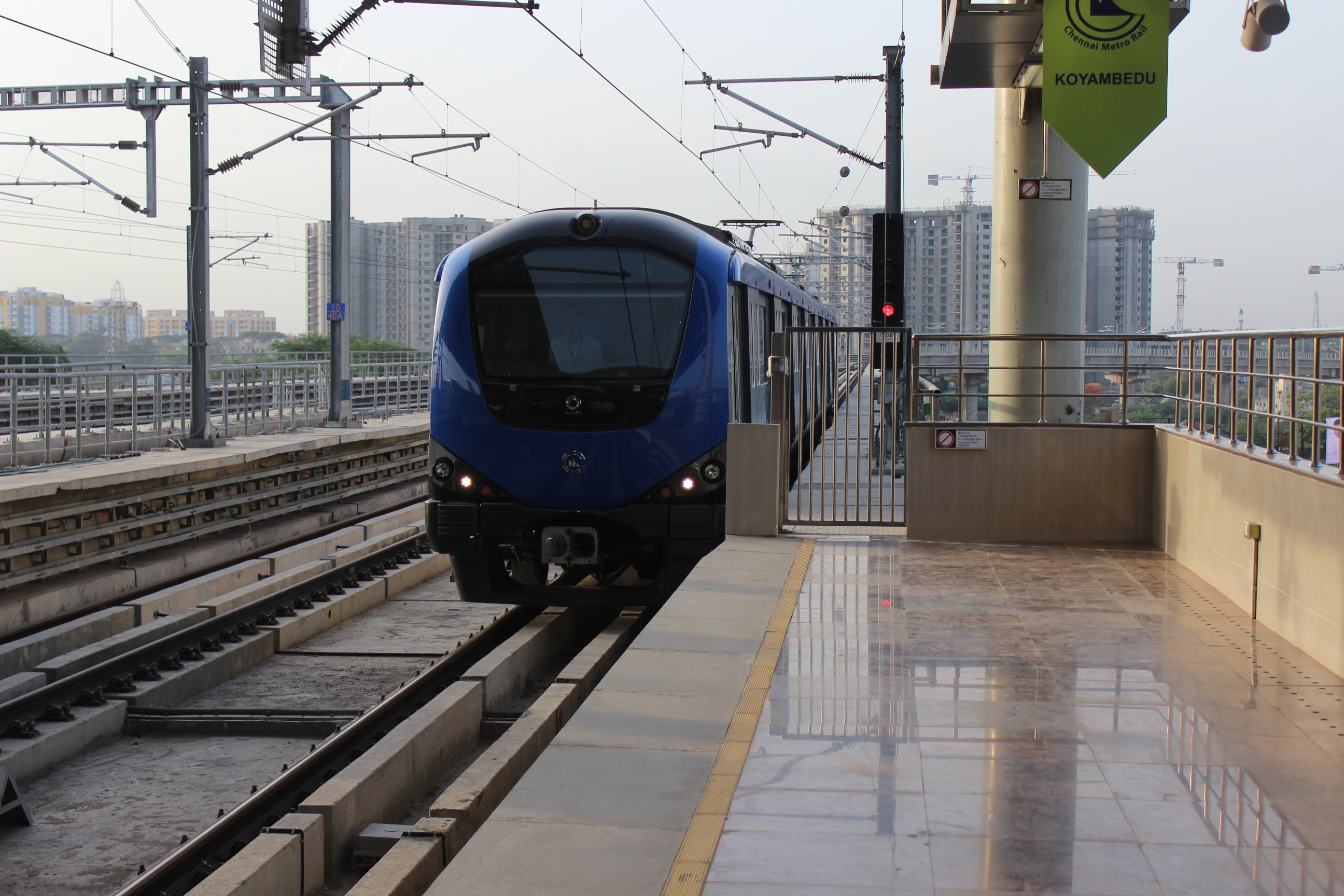
قطار مترو تشيناي

مترو تشيناي هُو نِظَام نَقل سريع يخدم المدينة وقد بدأَ جزئيًا في 29 يونيو 2015، وَافَق مَجلِس الوُزراء على نِظَام المترو في 2007، لتحسين نِظَام النّقل العَام في المدينة وإعداد المدينة لاحتياجات التنقل المستقبليَّة، وبدأت عَملِيّة البناء في 2009،  وتتكوَّن «المَرحَلَة الأولى» من شبكة «مترو تشيناي» من «الخط الأزرق» و«الخط الأخضر» الّذِي يبلغ طوله 45.1 كيلومتر (28.0 ميل) من 40 محطة، وتُشكل الممرات المُرتفعة 45% بينما تُشكِل الممرات تحت الأرض 55%، يُغطي «الامتداد الأول» من المَرحَلَة الأولى سبع محطَّات من كويامبيدو إلى الاندور على مسافة 10 كيلومتر (6.2 ميل)، بدأَ تشغيل المَرحَلَة الأولى في 29 يونيو 2015، وبحلول مارس 2019 تم تشغيل المَرحَلَة الأولى بالكَامِل من «تشيناي سنترال» إلى «ألاندور على» الخط الأخضر، ومن «واشرمانبت» إلى مطار تشيناي الدولي على الخط الأزرق، ووصل إجمالي الشّبَكَة التشغيلية إلى أَكثَر من 45 كم.
أَعلَنَت شّركَة «مترو تشيناي» للسكك الحديديَّة المحدودة في ديسمبر 2016 عَن خططها للمرحلة الثانيَّة من «مترو تشيناي» بطول 104 كم، و104 محطات، ووافقت عَلَيهَا السُلطات في أواخر عام 2018 بشروط معينة، وبدأت أَعمَال البناء والحفر في أواخر 2019،  وبحلول أبريل 2019 ارتفع عدد الركاب إلى نَحو 100 ألف مسافر يوميًا،  ومن المتوقع اِفتِتاح «المَرحَلَة IA» وهي امتداد للخط الأزرق من «واشرمانبت» إلى «ثيروفوتيور» بحلول يونيو 2020.

### النقل البري

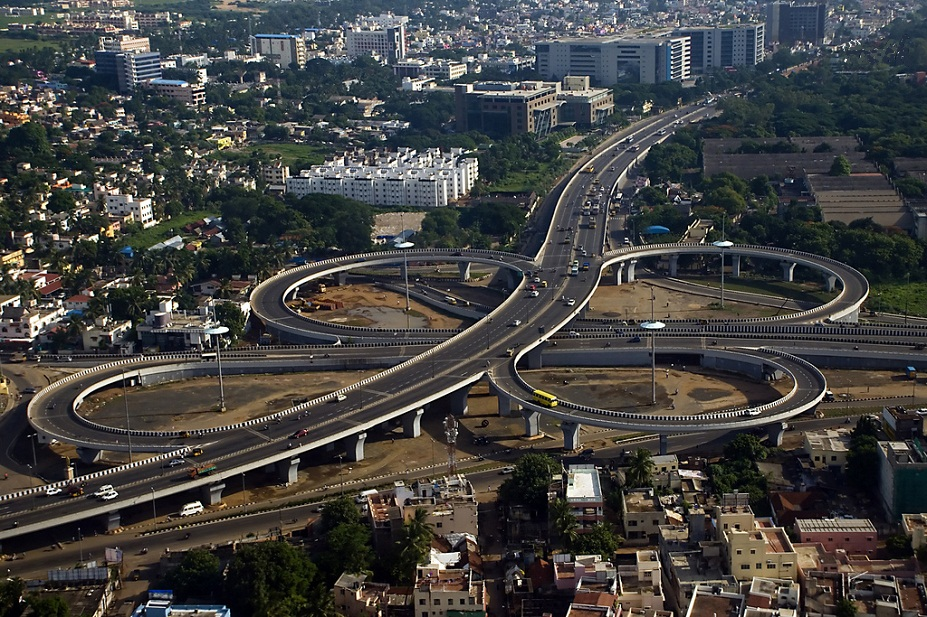
تقاطع كلوفرليف عند تقاطع كاتيبارا

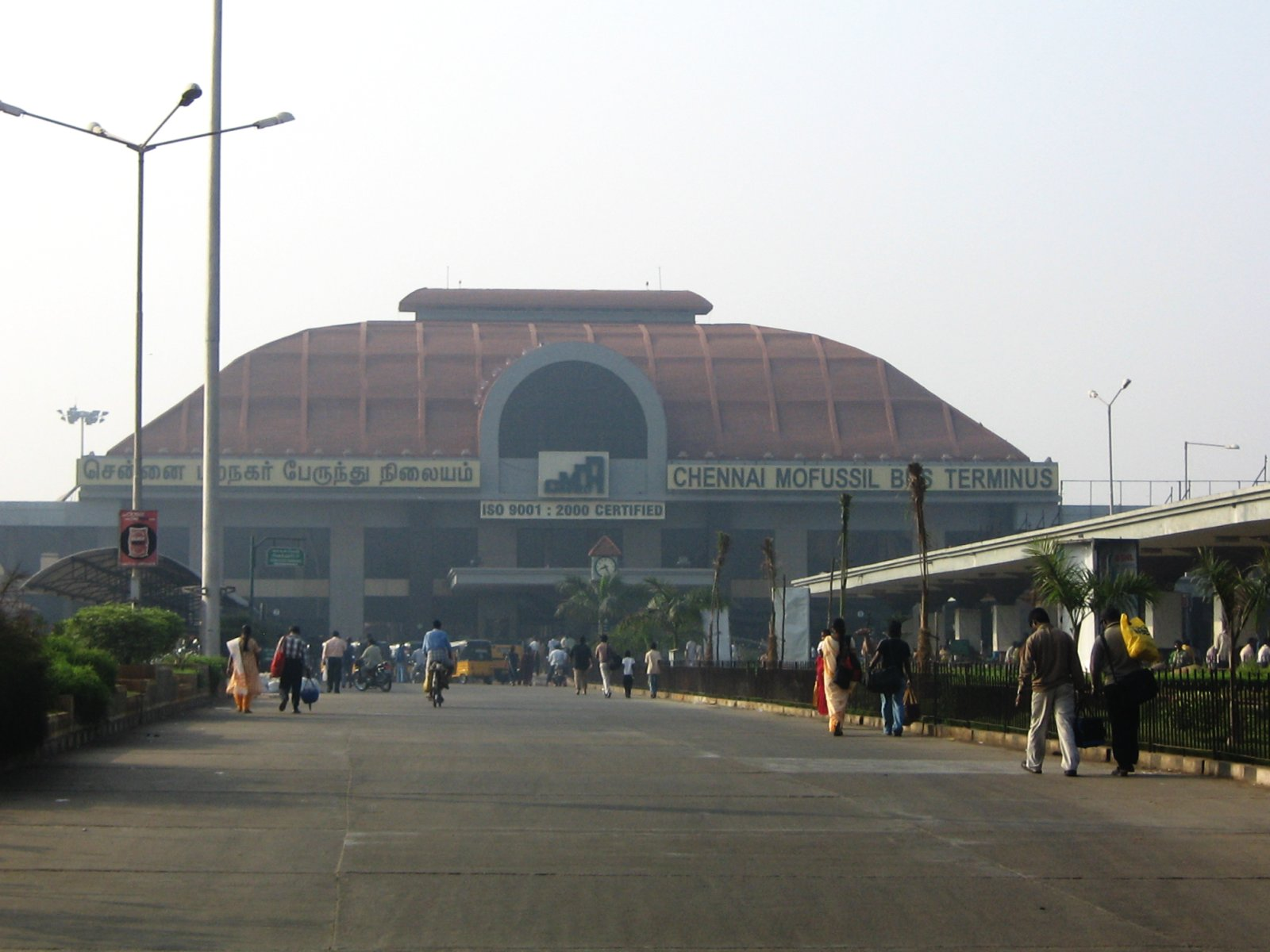
محطة حافلات تشيناي موفوسيل

تُشغل شّركَة المدينة نَحو 471 طريقًا للحافلات، ونحو 33 ألف طريقًا داخليًا، بحسب بيانات 2019،  وتبدأ من تشيناي تقاطعات «تشيناي-مومباي»، و«تشيناي-كلكتا» للنظام الرباعي الذهبي [الإنجليزية] للطرق السريعة الوطنيَّة،  وتربط أربعة طرق سريعة وَطَنِيّة رئيسيَّة تشيناي بالمُدن الأُخرى، وهي طَرِيق «نيو هامبشاير 4» إلى مومباي عبر بنغالور وبيون، وطريق «نيو هامبشاير 5» إلى كولكاتا عبر فيساكاباتنام وبوبانيسوار، وطريق «نيو هامبشاير 45» إلى «ثني» عبر فيلوبورام وتيريوشيراببالي ودينديجول، و«الطريق الوطنيّ 205» إلى مادانابالي عبر تيروباتي، وتتصل بمناطق الولاية الأُخرى وإقليم بودوتشيري الاتحادي عبر الطرق السريعة التّابِعَة للولاية.
شيدت الحُكومة التقاطعات، والجسور العلوية عِند التقاطعات الرَئِيسيّة، وشيدت طَرِيق دائري داخلي وخارجي،  حيثُ شيدت «جسر الجوزاء» في 1973 لتسهيل حَرَكَة المُرُور باتجاه «آنا سالاي» و«كاتيبارا فلايوفر» عبر الطريق الشرياني،  ووفقًا لدائرة النّقل في 2011، فَقَد كَان عدد السيَّارات في المدينة من فئة ذَات عجلتين 2,580,000 (25.8 لكح)، و560,000 مركبة ذَات أربع عجلات (5.6 لكح)، وتكوّن أسطول حافلات «شّركَة متروبوليتان» للنقل من 3,421 حافلة، وتُشكل 0.1% من إجمالي المركّبات في المدينة.
كَانَت «محطّة حافلات تشيناي موفوسيل» أكبر محطّة حافلات في آسِيَا عِند اِفتِتاحها،  وهي محطّة الحافلات الرَئِيسيّة بَين المُدن في تشيناي،  تُديرها سبع شركات نَقل حكومية تعمل في مَجَال خِدمات الحافلات بَين المُدن وبين الوَلاَيات، وتُوجد في تشيناي شركات حافلات خاصة، حيثُ توفر «شّركَة متروبوليتان للنقل» خِدمَة حافلات داخلية حصرية، تتكون من 3,421 حافلة، وتعمل على 724 مسارًا لنقل نَحو 5,520,000 راكب يوميًا،  وتدير شّركَة «شّركَة ولاية تاميل نادو للمواصلات» خِدمات فولفو المكيفة من تشيناي إلى بونديشيري وفيلور، وهوسور، وتيريوشيراببالي.
تَشمَل وَسَائِل النّقل البري الأُخرى في المدينة سيارات الأجرة الصّغِيرَة، وعربات الريكاشة، وسيارات الأجرة ذَات العدّادات عِند الطّلَب، وسيارات الأجرة السياحيّة.

### النقل البحري

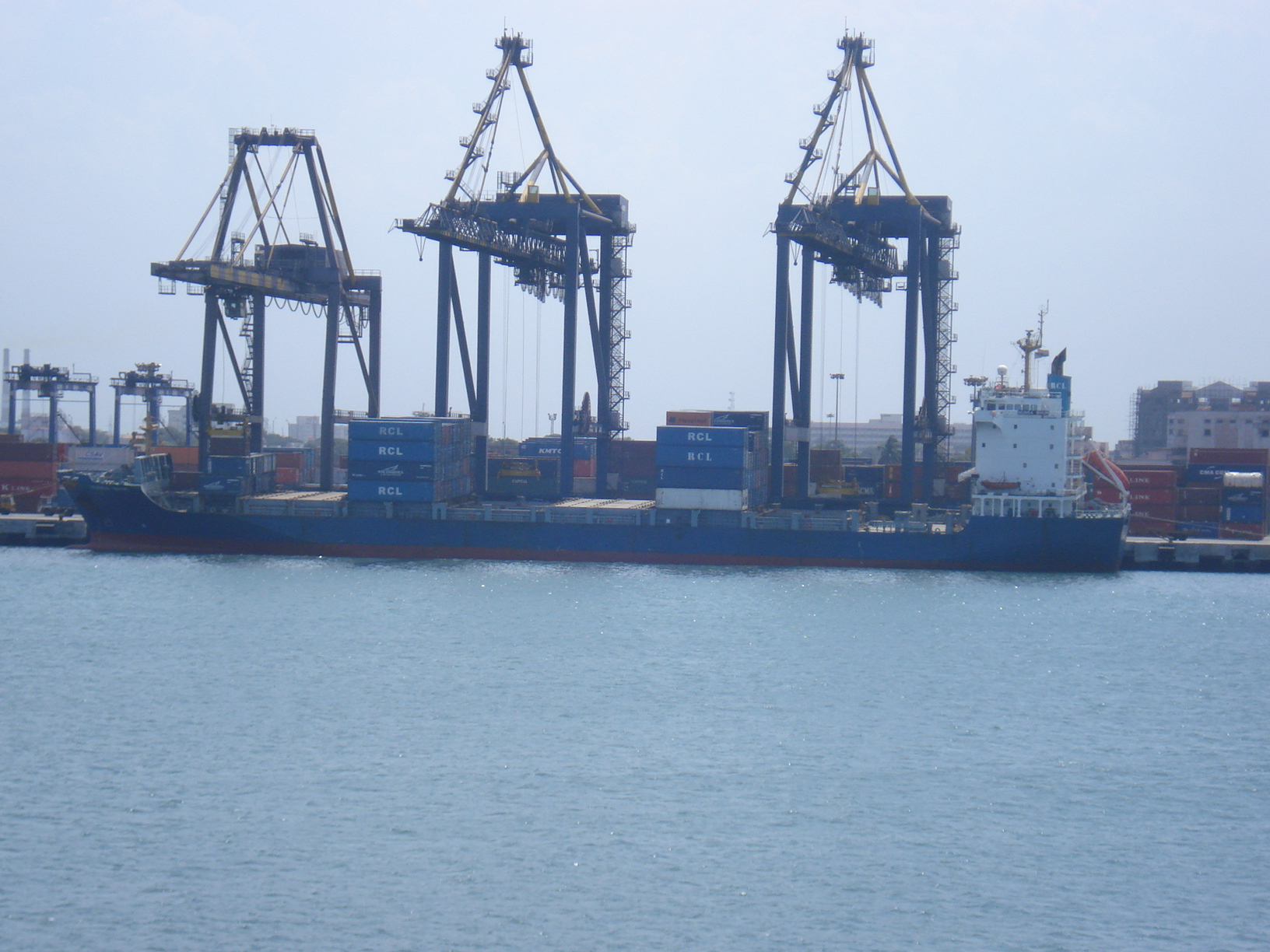
ميناء تشيناي

يخدم المدينة ميناءان رئيسيان وهما «ميناء تشيناي» أحد أكبر الموانئ الاصناعية في الهند، و«ميناء إينور»، ويُعد ميناء تشيناي الأكبر في خليج البنغال، حيثُ تَبلُغ حمولة الشحن السنويَّة للميناء 61.46 مليُون طن (2010-2011)، ويُعد ثاني أكبر مَركَز حاويات في الهند مَع حجم حاوية سنويٌّ يبلغ 1.523 مليُون حاوية مكافئة (2010-2011)، ويتعامل الميناء مَع نَقل السيَّارات والدرَّاجات النارية والبضائع الصناعيّة العامَّة. وتبلغ حمولة الشحن السنويَّة لميناء إينور 11.01 مليُون (2010-2011) ويتعامل مَع الفحم والخام والمُنتجات المعدنيّة السائبة والصخرية. ويُستخدم ميناء الصيد «رويابورام» لقوارب الصيد وَبِنَاء السفن.

## وسائل الإعلام

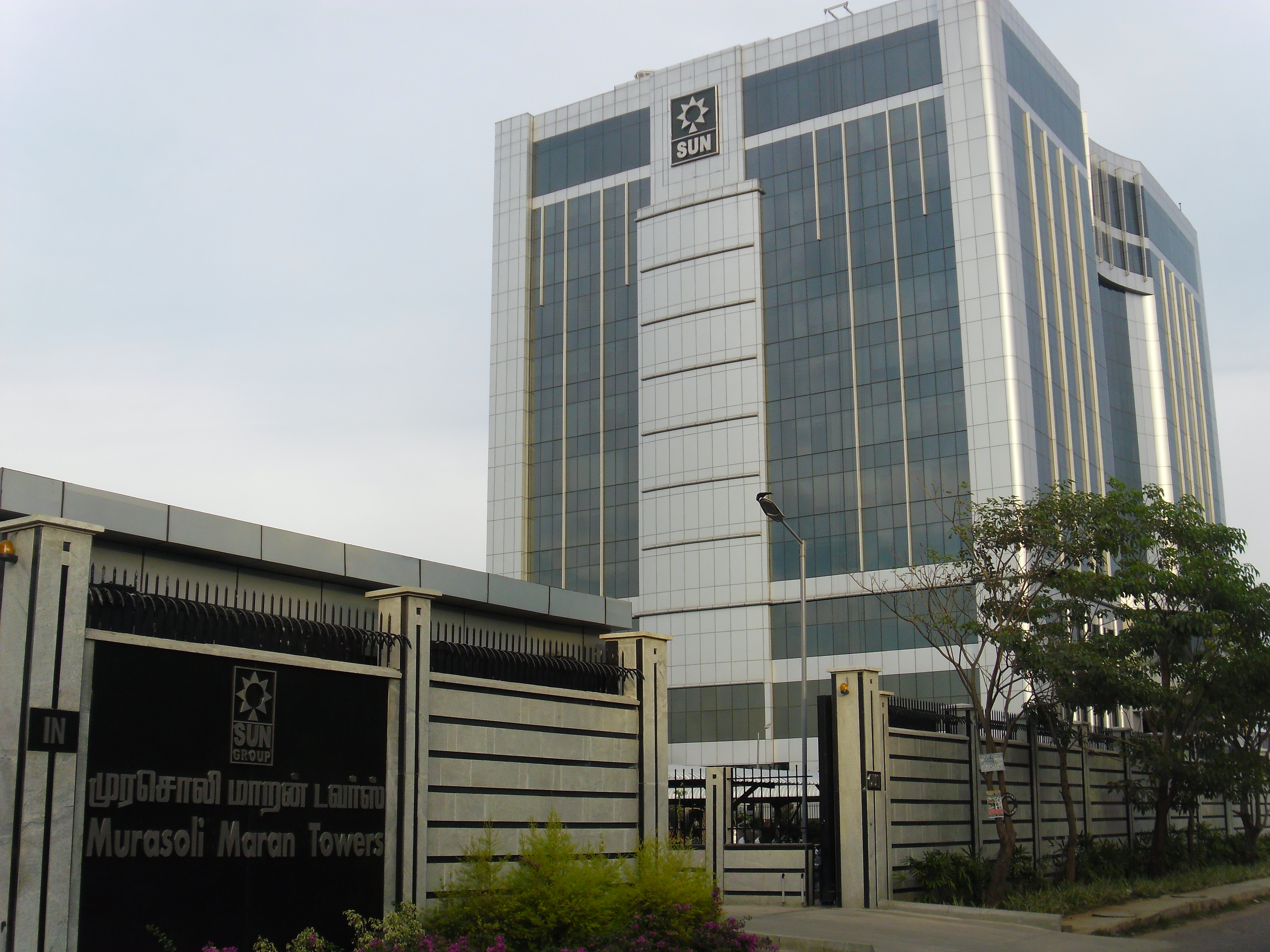
مقر «شبكة سن» أكبر شبكة تلفزيونية خاصة في الهند

بدأَ تَارِيخ النشر والمطبوعات في تشيناي عِند إِطلاق المجلّة الأُسبوعيَّة «ذا مدراس كوريير» في عام 1785،  وتبعتها الجريدة الأُسبوعيَّة «ذا مدراس جازيت»، و«ذا قفرمنت جزات» في عام 1795، وتأسست «ذا سبكتيتر» في 1836 وكانت أول صحيفة إنجليزيَّة في تشيناي يملكها هندي، وأصبحت أول صحيفة يومية في المدينة في عام 1853،  تم إِطلاق صحيفة «سوادسميتران» في عام 1899، وهي أول صحيفة باللغة التاميلية،  وكانت صحيفة «ساتيا دوتا» أول مجلّة باللغة التيلوغوية في مدراس في عام 1835، وتأسست صحيفة «أندرا باتريكا» في 1908، وتُعتبر أنجح صحيفة بالتيلوغوية في مدراس.
الصحف اليومية الإنجليزيَّة الرَئِيسيّة المنشورَة في تشيناي هي الصحيفة الهندوسية، و«نيو انديان اكسبريس»، و«ذا ديكان كرونيكل»، وتايمز أوف إينديا وَغَيرَهَا، ومن الصحف اليومية المسائية «ذا ترينيتي ميرور»، و«ذا نيوز توداي»، وكانت صحيفة «ذا هندو» الصحيفة الإنجليزيَّة الأكثر قراءة في تشيناي في 2004، حيثُ بلغَ عدد التوزيع اليوميّ للصحيفة 267,349 نسخة،  ومن الصحف اليومية التجاريَّة الرَئِيسيّة المنشورَة من تشيناي هي «فينانسيال تايمز»، و«ذا هندو بزنس لاين»، و«بزنس ستاندرد»، و«منت»، و«ذا فينانسيال إكسبرس»، ويُنَشر في تشيناي العديد من الصحف اليومية التاميلية مِثل «دينا ثانثي»، و«ديناكاران»، و«دينا ماني»، و«دينا مالار»، و«تاميل هندوس»،  و«موراسو تاميل»، و«ماكال كورال»، و«مالاي مالار»، أمَّا الصحف المالايالامية الرَئِيسيّة فهي ماليالا مانوراما و«ماثروبومي»، بينما تَشمَل الصحف اليومية التيلوغوية الرَئِيسيّة «اينادو»، و«فارثا»، و«أندرا جيوثي»، و«ساكشي»،  وتُعتبر صحيفة «راجستان باتريكا» الصحيفة الوحيدة في تشيناي باللغة الهنديَّة،  ومن الصحف الأُسبوعيَّة المحَلِية «تي. ناجار تايمز»، و«بيلار تايمز»، و«أركوت رود تالك»، و«كرومبت تايمز». ومن مجلات تشيناي «أناندا فيكاتان»، و«كومودام»، و«كالكي»، و«كونغومام»، و«بوثيا ثاليموراي»، و«ثوجلاك»، و«سبورت ستار».
يدير تلفزيون دوردارشان قناتين أرضيتين وقناتين فضائيتين من «مَركَز تشيناي» الّذِي تأسس في عام 1974، وتبث من تشيناي عدَّة شبكات تلفزيونية فضائية تاميلية مِثل «سِنّ تي في»، و«راج تي في»، و«زي زاميزا»، و«ستار فيجاي»، و«جايا تي في»، و«ماكال تي في»، و«فاسانث تي في»، و«كالايجلنار تي في»، و«كابتن تي في»، و«بوثيا ثاليموراي تي في»، ويَقع المقر الرَئِيسيّ لشبكة «سِنّ نيتوورك» في تشيناي، وهي إحدى أكبر شركات البث في الهند.
تتحكم حكومة الولاية في خِدمَة تلفزيون الكابل،  وتتوفر خِدمات التلفاز الفضائي عبر «دي دي دايركت بلس»، وتي في دش، و«تاتا سكاي»، و«فيديوكون دي تي إتش»، و«سِنّ دايركت دي تي إتش»، و«رليانس بيج تي في»،  وتُعتبر تشيناي أول مَدِينَة هنديَّة تنفذ نِظَام الوُصُول المشروط لتلفزيون الكابل،  وقد بدأَ البث الإذاعي في تشيناي في عام 1924 عبر «راديو مدراس الرئاسي»،  وتأسست محطّة الراديو في «مجمع مباني ريبون» في عام 1930، قَبل إن تتحول إلى راديو عموم الهند في عام 1938،  يُوجِد بِالمدينة أربع محطَّات إذاعية تضمين المطال، و11 محطّة FM، تشغلها كلّ من إذاعة كل الهند، و«آنا يونيفرسيتي»، و«سوريان إف إم»، وراديو ميرتشي، و«بيج إف إم»، و«هلو إف إم»، و«راديو سيتي»، و«راديو ون» ومُشغلين آخرين.

## التعليم
تحتل تشيناي المرتبة الثانيَّة بَين مَرَاكِز المُدن الحضريّة الهنديَّة بمعدل معرفة القراءة والكتابة يبلغ 90.33%،  وتُعد موطنًا لمؤسسات تعليمية تُعتبر من أفضَل المؤسّسات التعليميّة في البلاد. وفيها العديد من المدارس العامَّة والخاصّة، وتتلقى بَعضُهَا دعمًا ماليًا من الحُكومة.
تدير «مؤسَّسة تشيناي» نِظَام المدارس العامَّة المكون من أَكثَر من 300 مدرسة، و142,387 طالب،  ويستخدم النِظَام التعليمي في المدينة اللغتين الإنجليزيَّة والتاميل كلغة أَسَاسِيّة، وتعمل بَعض المدارس بلغات أُخرى مِثل التيلوجو والأوردو،  تتبع المدارس العامَّة في المدينة لِمَجلِس ولاية تاميل نادو، في حِين تتبع المدارس الخاصّة «مَجلِس تاميل نادو للتعليم الثانوي» أو المجلس المركزي للتعليم الثانوي،  وتنتسب فئة صغيرة من المدارس لمجالس امتحانات شهادة المدارس الهنديَّة،  وهي مَجلِس المعهد الوطني للتعليم المفتوح أو نِظَام مُونتِيسُورِي، يبدأ نِظَام التَّعليم في تشيناي بسنتين في رياض الأَطفَال من سِنّ الثالثة فصاعدًا، ثم يتبع نِظَام التَّعليم الهندي (10 + 2 + 3) المكون من عشر سنوات للتعليم الابتدائي والأَسَاسِي، ثم سنتين للتعليم الثانوي العالي، ثم ثلاث سنوات للتعليم الجامعي.
تُعتبر اللغة الإنجليزيَّة وسيلة التدريس في غالبية مؤسسات التَّعليم العالي،  وتُعد جامعة مدراس الّتِي تأسّست عام 1857 من أول ثلاث جامعات حديثة في الهند،  وتضُم كليات العلوم وَالفُنُون والتِجَارَة، ولها ستة فروع في المدينة،  ومن المؤسّسات التعليميّة الأُخرى في تشيناي «المَعهَد الهندي للتكنولوجيا مدراس» (IIT Madras)، و«كلية الهندسة غويندي»، و«جامعة آنا»، ويَقع المقر الرَئِيسيّ لأكاديمية تدريب الضباط في المدينة، ومقر «الجَامِعَة البحريَّة الهنديَّة» وهي الجَامِعَة المركزيَّة الوحيدة الّتِي تقدم التَّعليم البحري في الهند.
تضم تشيناي العديد من المكتبات ومنها «مكتبة المَجلِس الثقافيّ البريطانيّ»، و«المكتبة الأمريكيَّة»، و«مكتبة آنا المئوية» وهي أكبر مكتبة في آسِيَا،  و«مكتبة كونيمارا العامَّة» وهي مَركَز إيداع وطني، تتلقى نسخة من جَمِيع الصحف والكتب المنشورَة في الهند.
يُوجِد في تشيناي مؤسستان بحثيتان وهما «المَعهَد المركزي لبحوث الجلود»، و«مَركَز أبحاث الهندسة الإنشائيّة»، وتُنظم «جمعية بائعي الكتب والناشرين في جَنُوب الهند» في تشيناي معرض كتاب سنويٌّ «معرض تشيناي للكتاب» لمدَّة 10 أيام بَين الأسبوع الأخير من شهر ديسمبر والأسبوع الثالث من شهر يناير، أُقيمت الدّورَة الحادية والأربعون للمعرض في 2018.

## الرياضة والاستجمام

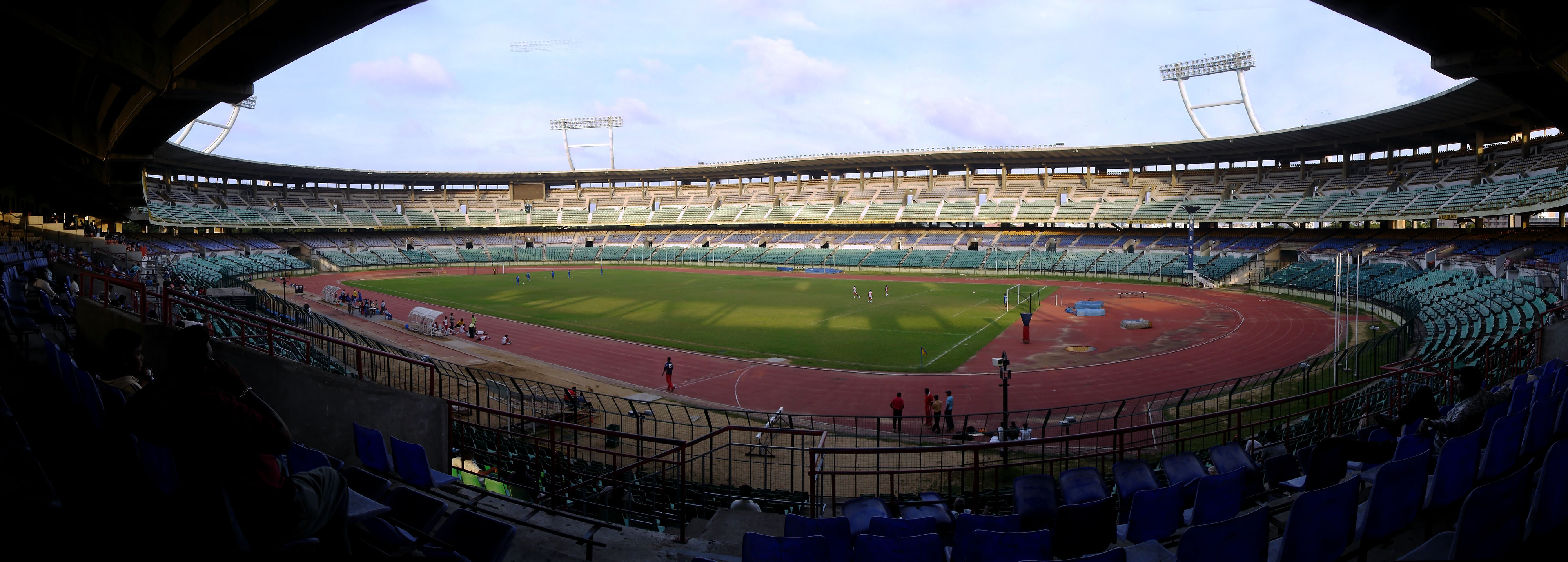
ملعب جواهر لال نهرو متعدد الأغراض

تُعتبر الكريكيت الرِياضَة الأكثر شعبية في تشيناي،  وبدأت شهرتها عِند تَأسِيس نادي مدراس للكريكيت في 1864،  ويُعد «مَلعَب موثيا أنامالاي تشيدامبارام» الّذِي شُيد في 1916 من أقدم ملاعب الكريكيت في الهند،  وأقيم فِيه فعاليات كأس العالم للكريكت في 1987 و1996 و2011، ويَقع «مَلعَب تشيمبلاست للكريكيت» في حرم «المَعهَد الهندي للتكنولوجيا مدارس»،  ويَقع في تشيناي مَقَر «أكاديميَّةً الكريكيت للبولينج»،  وقد استضافت المدينة نهائيات سِلسِلَة الدوري الهندي الممتاز 2011 و2012، كونها المقر الرَئِيسيّ لفريق الكريكي «تشيناي سوبر كينغز» في الدوري الهندي الممتاز.

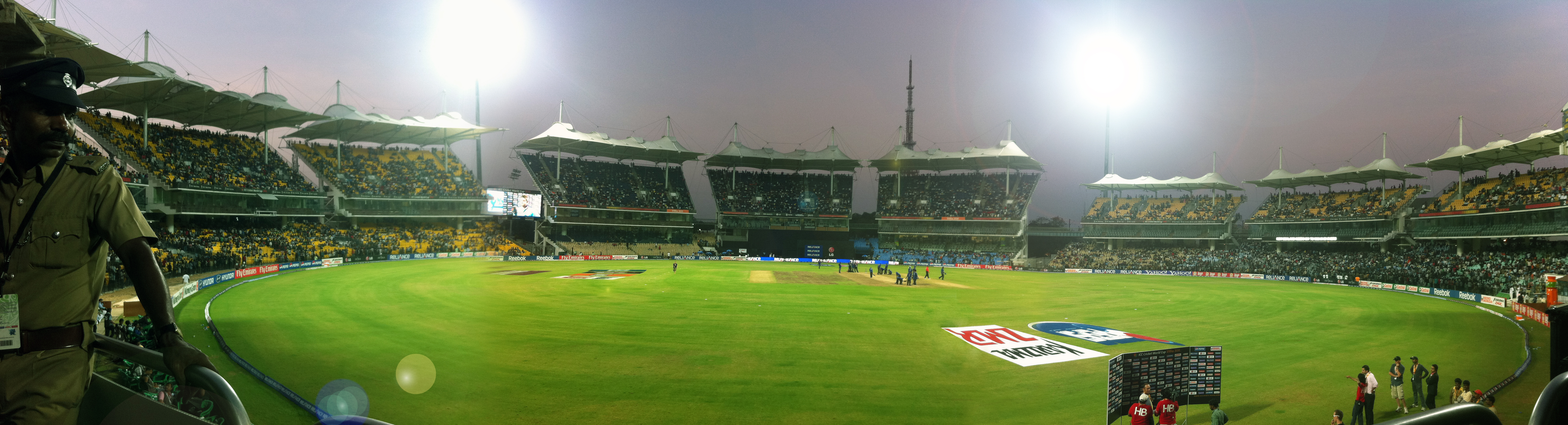
«ملعب موثيا أنامالاي تشيدامبارام» أحد الملاعب الرئيسية للكريكيت في الهند

يتنافس فَرِيق كُرَة القدم في المدينة تشينايين في الدوري دوري السوبر الهندي، ويستخدم «مَلعَب جواهر لال نهرو» المُلقَّب بملعب «مارينا أرينا»، وقد فاز الفَرِيق بدوري السوبر الهندي في عاميّ 2015 و2018.
أُقيمت دَورَة ألعاب جَنُوب آسِيَا عام 1995 في تشيناي،  وهي موطن فَرِيق الهوكي العالميّ «تشيناي تشيتا»، وقد أُقيم «كأس أبطال الرجال 2005» و«كأس آسِيَا للرجال 2007» في مَلعَب «راداكريشنان مايور» المرتبط بالهوكي، ويستضيف «مَلعَب جواهر لال نهرو» مباريات كرة القدم والأَلعَاب الرياضية الأُخرى، حيثُ يُضمُّ مجمعًا داخليًا متعدد الأغراض يُستخدم لفعاليات كُرَة الطائرة وكرة السلة وتنس الطاولة، فيمَا تُمارس الرياضات المائيَّة في مجمع «فيلاتشيري أكواتيك»، وتحظى رياضة التنس بشعبية كَبِيرَة بَين شباب المدينة مُنذ عام 1997 عَندَمَا استضافت تشيناي بطولة تشيناي المفتوحة للتنس الحدث الوحيد لرابطة محترفي التنس الّذِي أُقيم في الهند،  والّتِي نُقلت إلى بونا بِاِسم «ماهاراشترا المَفتوحة» من عام 2017، ومن لاعبي التنس المُحترفين من تشيناي فيجاي أمريتراج، وماهيش بوباثي، وراميش كريشنان، وسومديف ديفارمان،  وتُعد تشيناي أيضًا موطن فَرِيق كُرَة السلة «تشيناي سلام»،  الّذِي فاز بدوري كُرَة السلة للمحترفين مرتين.

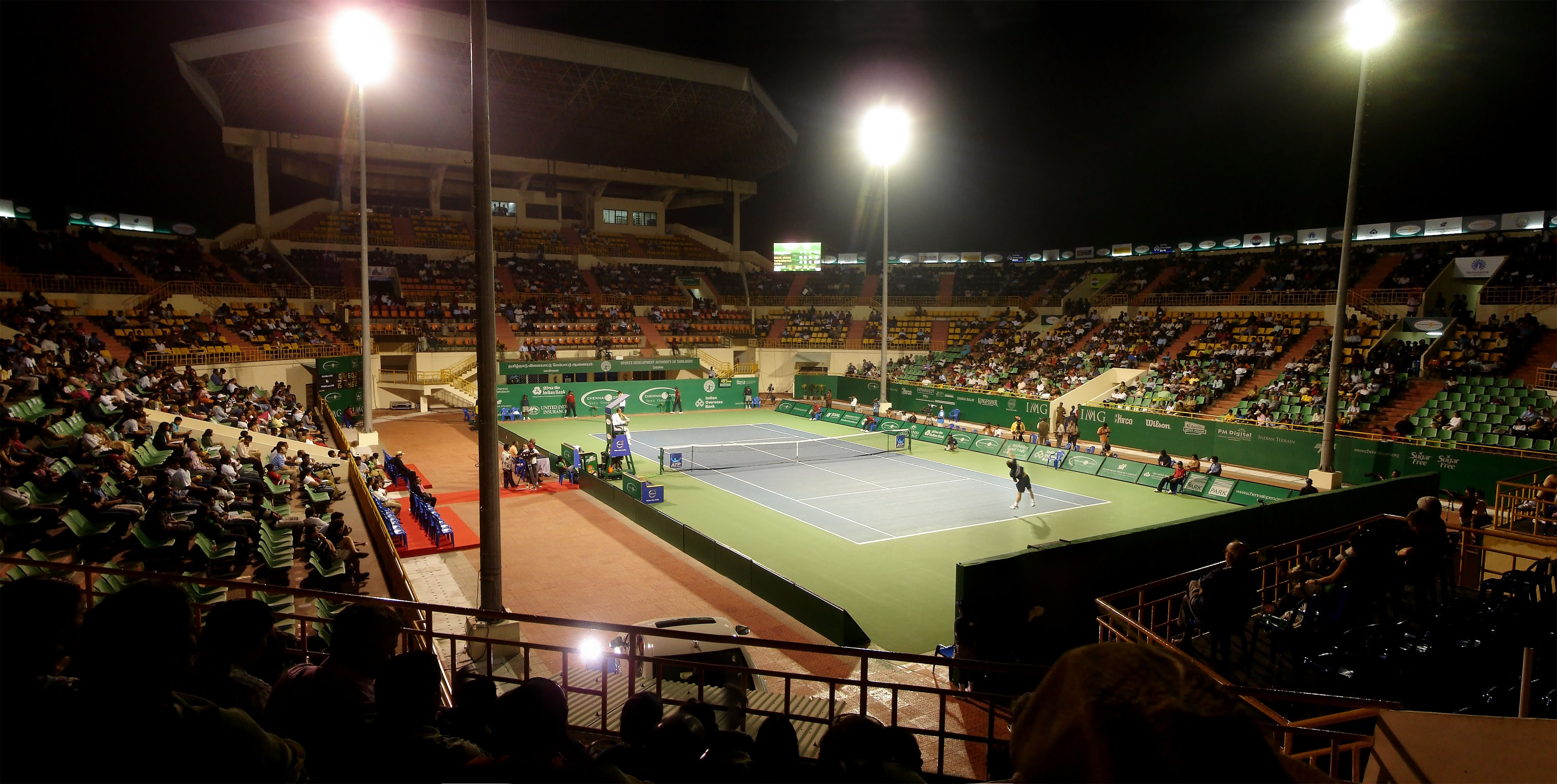
مباراة تشيناي المفتوحة على ملعب هيئة التنمية الرياضية في ملعب تاميل نادو للتنس

يروج «نادي مدارس للقوارب» (الّذِي تأسس عام 1846) و«نادي اليخوت الملكيّ مدارس» (الّذِي أسسه السير فرانسيس سبرينغ في عام 1911) لرياضات الإبحار في تشيناي، وينظمان فعاليات إبحار وَطَنِيّة ودولية،  ومنذ اِستِقلال الهند، ارتبطت تشيناي ارتباطًا وثيقًا بسباق السيَّارات مُنذ بدايته، وتُقام أحداثه في «مضمار مدراس لسباق السيَّارات» في سريبيرومبودور،  والّذِي استضاف العديد من المُسابقات الدوليَّة.
يقام سباق الخيل في «مضمار سباق جويندي»، ويستضيف «مدارس بوت كلوب» مُسَابَقَات التجديف، ويُوجد في المدينة ملعبي غولف من 18 حفرة وهما «نادي كوزموبوليتان»، و«نادي جيمخانا»، وتُعد موطنًا لفريق «تشيناي شيتا» وَهُو فَرِيق اتحاد الرغبي.

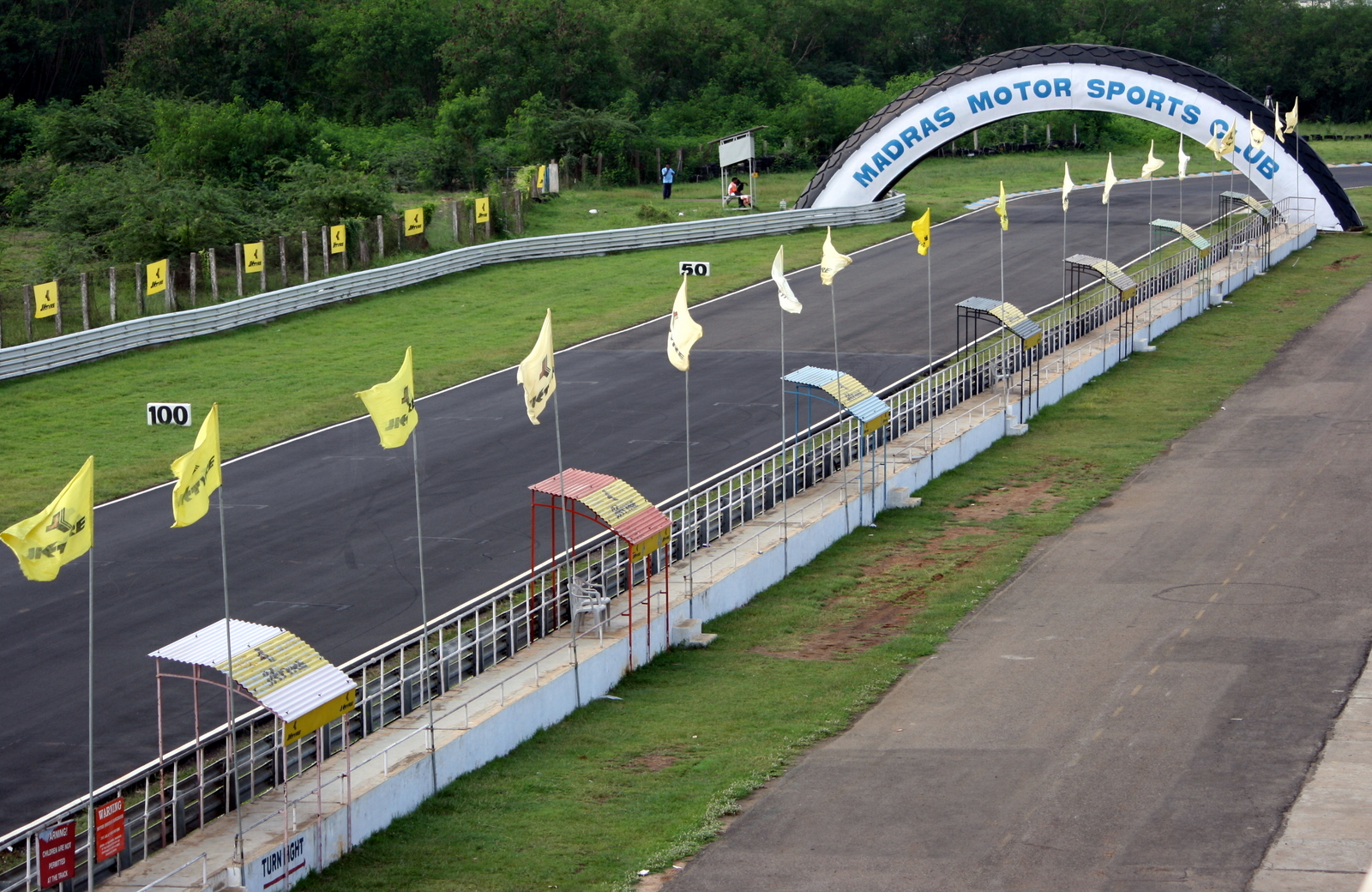
«حلبة مدراس لسباق السيارات» في إيرونجاتوكوتاي

نشأ بطل العَالَم السّابِق للشطرنج فيشفاناثان أناند في تشيناي،  ومن الرياضيين الآخرين من تشيناي لاعب تنس الطاولة «شراث كمال»، وبطل العَالَم في الكيرم لمرتين «مَارِيًّا ايرودايام»،  وقد استضافت تشيناي بطولة العالم للشطرنج 2013 بَين «فيسواناثان أناند»، وماغنوس كارلسن.

### فرق مقرها المدينة
| النادي            | الرياضة        | الدوري                       | الملعب                      | التأسيس |
| ----------------- | -------------- | ---------------------------- | --------------------------- | ------- |
| تشيناي سلام       | كرة السلة      | دوري كرة السلة للمحترفين     | ملعب جواهر لال نهرو الداخلي | 2015    |
| تشيناي سوبرستارز  | الريشة الطائرة | الدوري الممتاز لكرة الريشة   | ملعب جواهر لال نهرو الداخلي | 2015    |
| تشيناي سوبر كينغز | كريكيت         | الدوري الهندي الممتاز        | ملعب ما تشيدامبارام         | 2008    |
| تشيبوك سوبر جيليس | كريكيت         | الدوري الممتاز التاميل نادو  | ملعب ما تشيدامبارام         | 2016    |
| تشينايين إف سي    | كرة القدم      | الدوري الهندي الممتاز        | مارينا أرينا                | 2013    |
| تاميل ثاليفاس     | كبدي           | دوري كابادي للمحترفين        | ملعب جواهر لال نهرو الداخلي | 2017    |
| تشيناي ليونز      | تنس طاولة      | تنس الطاولة النهائي          | ملعب جواهر لال نهرو الداخلي | 2019    |
| تشيناي سبارتانز   | الكرة الطائرة  | دوري المحترفين للكرة الطائرة | ملعب جواهر لال نهرو الداخلي | 2019    |

## العلاقات الدولية

### البعثات الخارجية

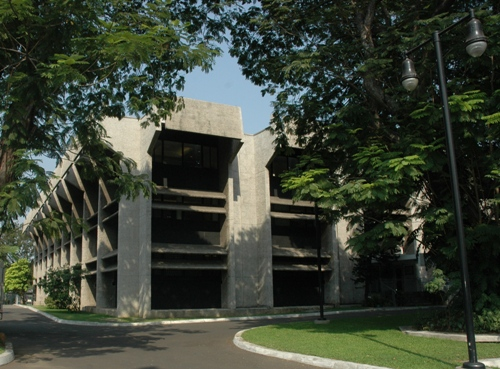
القنصلية الأمريكية في تشيناي.

يعود الوجود القنصلي في المدينة إلى عام 1794، عَندَمَا عُين ويليام أبوت وكيلًا قنصليًا للولايات المتَّحدة في جنوب الهند. وَفِي تشيناي 43 تمثيل أجنبي، ومنها القنصليات العامَّة واللجان العليا والقنصليات الفخرية. وتُعتبر القنصلية الأمريكيَّة في تشيناي من أفضَل القنصليات فِي العَالم، والأولى في إصدار تأشيرات العَمَل، حيثُ احتَّلت المرتبة الأولى في إصدار تأشيرات الفئتين "L" و"H" لِلعُمّال والمهنيين، والمرتبة الثّامِنَة عالمياً من حيثُ جَمِيع فئات التأشيرات الصّادِرَة.

### المدن الشقيقة
خطأ لوا في وحدة:Location_map على السطر 455: No value was provided for longitude.
خطأ لوا في وحدة:Location_map على السطر 455: No value was provided for longitude.
خطأ لوا في وحدة:Location_map على السطر 455: No value was provided for longitude.
خطأ لوا في وحدة:Location_map على السطر 455: No value was provided for longitude.
خطأ لوا في وحدة:Location_map على السطر 455: No value was provided for longitude.
لدى تشيناي علاقات مدينة شقيقة مع مدن العالم التالية:
| المدينة      | البلد                      | الولاية / المنطقة          | القارة          | بداية | مرجع    |
| ------------ | -------------------------- | -------------------------- | --------------- | ----- | ------- |
| فولغوغراد    | روسيا                      | فولجوجراد أوبلاست          | أوروبا          | 1966  | [ 460 ] |
| دنفر         | الولايات المتحدة الأمريكية | كولورادو                   | أمريكا الشمالية | 1984  | [ 461 ] |
| سان أنطونيو  | الولايات المتحدة الأمريكية | تكساس                      | أمريكا الشمالية | 2008  | [ 462 ] |
| كوالا لامبور | ماليزيا                    | إقليم كوالالمبور الفيدرالي | آسيا            | 2010  | [ 463 ] |
| تشونغتشينغ   | الصين                      | بلدية تشونغتشينغ           | آسيا            | 2015  | [ 464 ] |
| أولسان       | كوريا الجنوبية             | مدينة أولسان الحضرية       | آسيا            | 2016  | [ 465 ] |

## اقرأ أيضًا
- تشيرابونجي

## وصلات خارجية
- تشيناي على مشروع الدليل المفتوح